# Dynastie kassite de Babylone
Pour un article plus général, voir Babylone (civilisation).
Sauf précision contraire, les dates de cet article sont sous-entendues « avant l'ère commune » (AEC), c'est-à-dire « avant Jésus-Christ ».

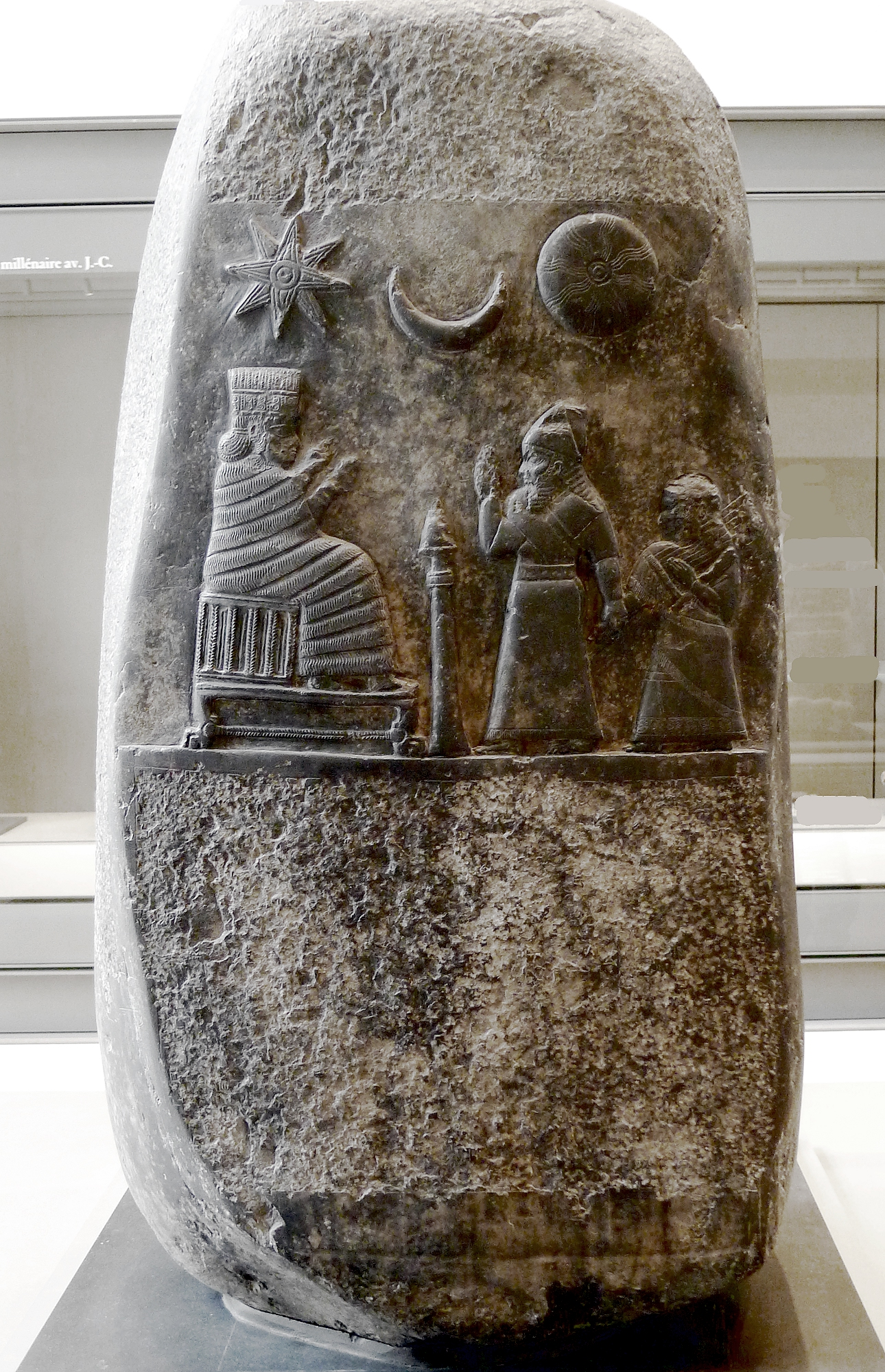
Kudurru rapportant la donation de terres par le roi kassite Meli-Shipak à sa fille Hunnubat-Nanaya, XIIe siècle, Musée du Louvre.

La dynastie kassite (ou cassite) de Babylone est une lignée de rois d'origine kassite appartenant sans doute à une même famille qui dirige le royaume de Babylone de 1595 environ jusqu'à 1155 av. J.-C, à la suite de la Première dynastie de Babylone (1894-1595 av. J.-C.). Il s'agit de la plus longue dynastie qu'ait connu cet État. Elle couvre la première partie de la période dite « médio-babylonienne » (c. 1595-1000 av. J.-C.).
Issue d'un peuple extérieur à la Mésopotamie (originaires des montagnes du Zagros) et sans parenté connue, les Kassites ou Cassites, dont les rois mettent plus d'un siècle avant d'asseoir leur pouvoir à Babylone dans des conditions qui restent obscures, elle n'a pourtant pas changé les traditions ancestrales de la Babylonie. Au contraire, ses souverains ont remis en ordre le pays après les troubles ayant marqué la fin de la première dynastie, et s'ils n'ont pas été de grands conquérants ils ont entrepris de nombreux travaux de construction, notamment dans les grands temples, ont participé à la mise en culture de nouvelles terres au sortir d'une période de crise, et sous leurs auspices la culture babylonienne s'épanouit et rayonne dans tout le Moyen-Orient. Cette période reste néanmoins mal connue, en raison du peu de sources connues et publiées qui y sont rattachées. Les aspects économiques et sociaux en particulier sont peu documentés, en dehors de ce qui concerne les donations royales attestées par les stèles de donations caractéristiques de la période, les kudurrus.
La période de la dynastie kassite voit l'établissement définitif du pouvoir de Babylone sur tout l'ancien Pays de Sumer et d'Akkad, qui devient alors le pays de « Karduniash », la Babylonie, grâce au maintien au pouvoir de la dynastie la plus longue de l'histoire de ce royaume. À partir des Kassites, quiconque veut dominer la Mésopotamie du Sud doit régner à Babylone. Cette stabilité est remarquable car il s'agit de la seule dynastie babylonienne dont la puissance ne repose pas sur l'héritage d'un ou deux règnes fondateurs brillants suivis d'un déclin progressif.

Localisation des principaux sites de la Mésopotamie durant la période kassite.

## Sources
En dépit de sa longueur, la période de la dynastie kassite est mal documentée en comparaison aux autres périodes fastes de l'histoire babylonienne, celles de la première dynastie et de l'époque néo-babylonienne : les sources sont peu abondantes, et au surplus beaucoup restent en attente de publication.
Les trouvailles architecturales et artistiques de la période kassite sont maigres. Elles proviennent essentiellement du site de Dur-Kurigalzu, qui a livré le seul complexe monumental de la période comprenant un palais et des édifices de culte. D'autres bâtiments ont été mis au jour sur des sites majeurs de Babylonie, comme Nippur, Isin, Ur et Uruk. D'autres sites de moindre importance appartenant au royaume kassite ont également été mis au jour dans le Djebel Hamrin, Tell Imlihiye et Tell Zubeidi, où ont été dégagés des corps de bâtiments et des sépultures. Fouillé en 2013-2014, le site de Tell Basmaya près de Bagdad a livré quelques bâtiments et des tablettes de l'époque kassite. Plus loin, le site de Terqa sur le Moyen-Euphrate, et les îles de Failaka et Bahreïn dans le golfe Persique portent également quelques traces de la domination kassite. Les bas-reliefs gravés sur les kudurrus et les sceaux-cylindres sont les témoignages les mieux connus sur les réalisations des artistes de l'époque.
Du point de vue épigraphique, J. A. Brinkman, l'un des meilleurs connaisseurs des sources de la période, a estimé qu'environ 12 000 textes de la période ont été exhumés,,, la plupart étant des archives administratives provenant de Nippur de la seconde partie de la période kassite (c. 1350 à 1150), dont seulement 15 % environ ont été publiées ; elles sont issues des fouilles américaines ayant lieu surtout durant la fin du XIXe siècle, et sont entreposées à Istanbul et Philadelphie. Les autres proviennent d'une poignée de sites : une quarantaine de tablettes provenant de Dur-Kurigalzu (site d'Aqar Quf) ont été publiées,, d'autres provenant d'Ur, Babylone a livré des lots de tablettes économiques privées et un de textes religieux qui n'ont pas été publiés, les sites du Djebel Hamrin ont également livré des tablettes de la période qui sont souvent inédites, et d'autres tablettes ont une provenance inconnue parce qu'elles sont issues de fouilles clandestines, comme l'« archive Peiser » ou un corpus de l'Université Cornell provenant du voisinage de Nippur (Dur-Enlile ?). Il s'agit en majorité d'une documentation administrative et économique, mais quelques textes scolaires et religieux sont connus pour cette période, ainsi que des lettres,. 

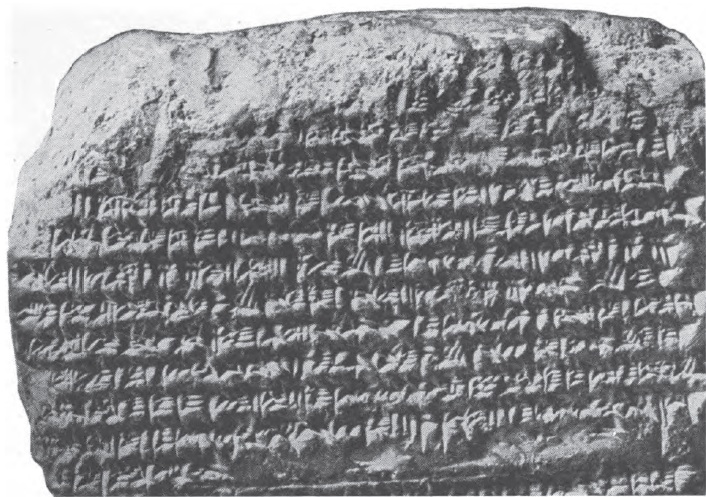
Fragment de tablette de la Chronique P, relatant les conflits entre les rois kassites et assyriens.

Les inscriptions royales des rois kassites sont peu nombreuses et généralement brèves, concernent essentiellement les travaux entrepris dans des sanctuaires, et n'ont pas fait l'objet d'une édition compréhensive. Les sources plus tardives que sont les chroniques historiques rédigées au début du Ier millénaire apportent plus d'informations, notamment la  Chronique synchrone (ou Histoire synchronique, assyrienne) et la Chronique P (ou Chronique des rois kassites, babylonienne), qui donnent des informations sur les conflits entre les rois kassites et ceux d'Assyrie. Les inscriptions royales de ces derniers, très abondantes, fournissent des informations essentielles sur ces mêmes guerres. Les inscriptions royales élamites sont d'un moindre secours. Il faut ajouter à cela les quelques lettres de la correspondance diplomatique des rois kassites retrouvées à Tell el-Amarna (l'antique Akhetaton) en Égypte et à Boğazköy (Hattusa) en pays hittite.
Le type de source textuelle relatif à la vie administrative et économique de la Babylonie kassite qui a le plus attiré l'attention est une forme d'inscription royale, les inscriptions sur les stèles désignées par le terme de kudurru (que les Babyloniens désignaient sans doute plutôt par le terme narû) qui commémoraient des donations royales, et étaient portées sur ces pierres de façon à préserver l'acte. Une quarantaine datent de l'époque kassite. Les textes sont généralement constitués de la description brève de la donation et de ses éventuels privilèges, d'une longue liste de témoins et de malédictions à ceux qui ne respecteraient pas l'acte.

## Histoire politique

### La conquête de la Babylonie par les Kassites
Les conditions de la conquête de la Babylonie par les Kassites sont mal connues, car elles se déroulent dans une période très mal documentée à partir des derniers temps de la première dynastie de Babylone jusqu'à celle durant laquelle les Kassites dominent effectivement toute la Babylonie. De plus, la durée de cette période est au cœur des débats entre les tenants de la chronologie moyenne, qui datent la chute de la première dynastie de Babylone en 1595, et ceux qui défendent la chronologie basse, qui la datent en 1499.
L'origine exacte des Kassites n'est jamais donnée par les textes antiques. La plupart des spécialistes situent leur foyer quelque part dans le Zagros où se trouvent encore des Kassites durant la première moitié du Ier millénaire. Ils sont d'abord attestés durant le XVIIIe siècle en Babylonie où ils sont notamment employés comme mercenaires, et se retrouvent aussi en Syrie et en Haute Mésopotamie au siècle suivant (notamment dans les textes de Terqa) où il s'agit peut-être de soldats installés par Babylone afin d'assurer la défense de la région du Moyen-Euphrate. Plusieurs textes des dernières décennies de la première dynastie de Babylone présentent des Kassites comme des adversaires de celle-ci dans le Nord de la Babylonie, où ils avaient fondé des royaumes à base tribale à cette époque, notamment dans la vallée de la Diyala (en particulier ceux des Samharu et des Bimatu).
En 1595 (ou au plus tard en 1499), le souverain babylonien Samsu-ditana est vaincu par Mursili Ier, roi des Hittites, qui s'empare de la statue de Marduk située dans l'Esagil, le grand temple de Babylone, et l'emporte. Cette défaite, dont le contexte est très mal documenté, signifie probablement la fin d'une dynastie déjà très affaiblie par plusieurs rivaux dont les Kassites et le Pays de la Mer. Cette période est très mal documentée, aussi les conditions de la prise de pouvoir à Babylone par une dynastie kassite nous échappent. Selon la tradition babylonienne postérieure, c'est Agum II, qui serait le dixième souverain de la dynastie des rois kassites (fondée par un certain Gandash, qui aurait régné on ne sait où dans la seconde moitié du XVIIIe siècle), qui s'empare de Babylone après le sac de la cité par les Hittites en restituant à la cité la statue de Marduk (24 ans après son enlèvement selon le texte surnommé la Prophétie de Marduk, mais il s'agit sans doute d'un chiffre symbolique). Son statut antérieur à cet événement est incertain : peut-être était-il allié des Hittites et avait-il appuyé leur campagne pour prendre le pouvoir ; ou bien il s'agissait d'un ancien allié des Babyloniens dirigeant les troupes de mercenaires kassites du Moyen-Euphrate qui aurait été proclamé roi après l'effondrement de la dynastie babylonienne ou du moins aurait profité de la vacance sur le trône babylonien pour s'en emparer. Un autre texte semble indiquer qu'Agum entreprend des campagnes dans la région de la Diyala. Les textes de Tell Muhammad, dans les faubourgs de Bagdad, pourraient attester l'existence d'une dynastie kassite locale, qui serait passée à un moment donné sous la coupe de la dynastie kassite de Babylone. C'est après cela que des souverains kassites sont attestés comme rois de Babylone, à commencer par Burna-Bu(ra)riash Ier, le successeur d'Agum II selon une chronique babylonienne. Les quatre ou cinq souverains suivants couvrant le XVe siècle ne sont pour la plupart guère plus que des noms préservés par les listes royales postérieures, et à peu près rien n'est connu de leurs accomplissements. On sait néanmoins que cette dynastie kassite a alors pour rivale celle du Pays de la Mer, située au Sud de la Babylonie (autour des territoires des cités d'Uruk, Ur et Larsa, alors désertées), qui est vaincue (vers le début du XVe siècle ?) par le prince kassite Ulam-Buriash, fils de Burna-Bu(ra)riash Ier, sous le règne de son frère Kashtiliash III, puis par le roi Agum III. À partir de ce moment, la prépondérance de Babylone en Mésopotamie méridionale n'est plus contestée, et les souverains kassites sont maîtres de tout le pays de Sumer et d'Akkad, qui devient le pays de Karduniaš (terme kassite synonyme de Babylonie), ce qui fait d'eux une des grandes puissances du Moyen-Orient.
Dans la foulée de la conquête du Pays de la Mer, les souverains kassites placent sous leur coupe l'île de Bahreïn, appelée alors Dilmun, où a été retrouvé un sceau au nom d'un gouverneur babylonien de l'île, même si on ne sait rien sur la durée de cette domination. Au nord les Kassites ne semblent pas avoir été en conflit à cette période avec les rois du Mittani, ni avec ceux d'Assyrie puisqu'un traité de paix aurait été conclu avec ce pays par le roi Kara-indash (fin du XVe siècle av. J.-C.) afin de fixer la frontière entre les deux royaumes. L'activité des rois kassites après l'unification de la Babylonie, sous les règnes de Kara-indash et Kurigalzu Ier à la charnière des XVe et XIVe siècles av. J.-C., concerne apparemment avant tout la reconstruction des grandes villes méridionales (Uruk, Ur, Nippur, etc.), désertées depuis la fin de la période paléo-babylonienne, la construction d'une nouvelle capitale au Nord, Dur-Kurigalzu, la remise en état de l'agriculture et l'affirmation de la dynastie dans les relations diplomatiques (Kara-indash étant apparemment le premier roi babylonien à nouer des contacts avec l'Égypte).

### Des rois très actifs dans les relations diplomatiques

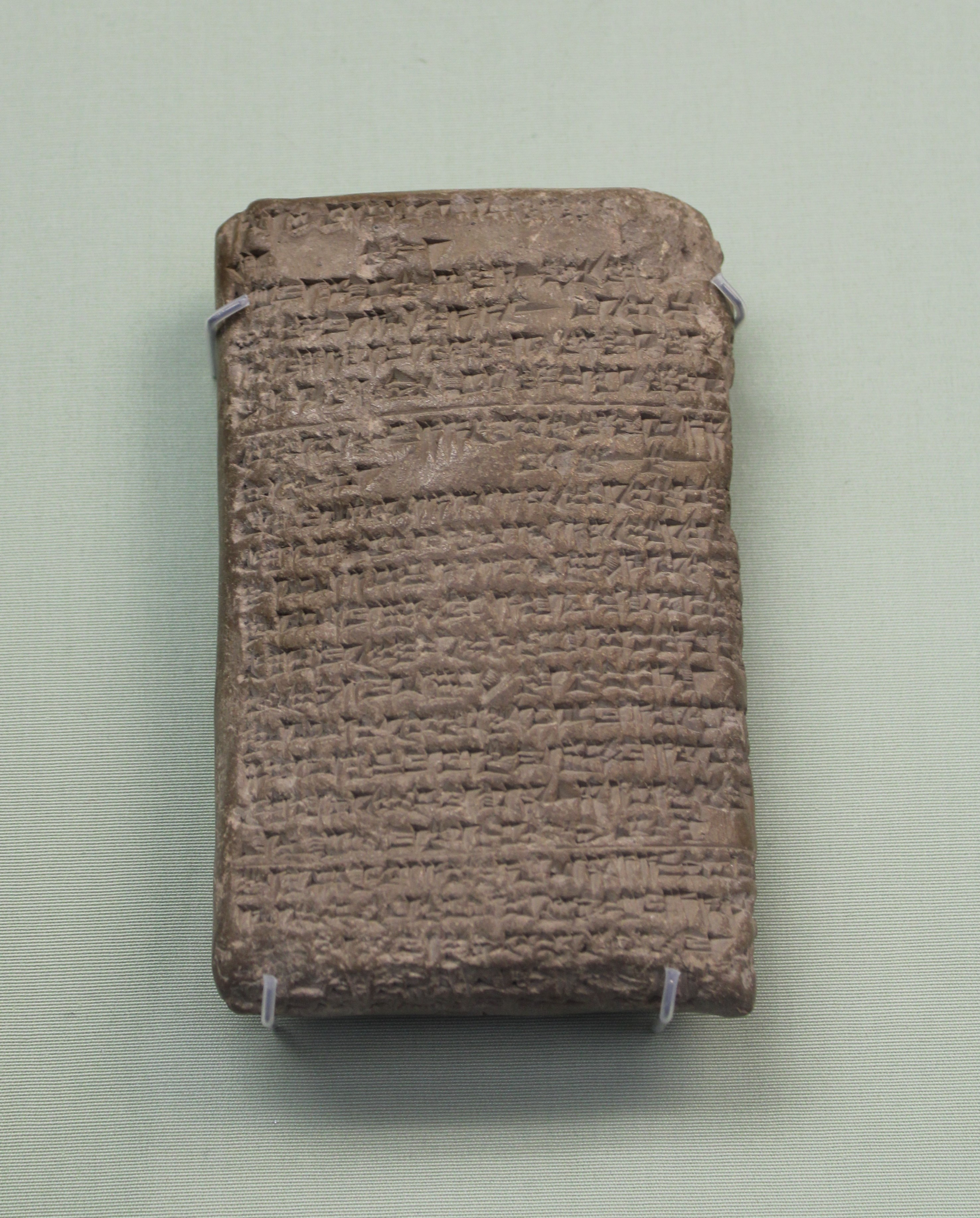
Lettre d'Amarna EA 9 adressée par Burna-Buriash II à Akhenaton ou Toutankhamon : demande d'or, envoi de lapis-lazuli et de chevaux de trait, demande de ne pas accepter les sollicitations diplomatiques de l'Assyrie. British Museum.

La situation politique au Moyen-Orient au début de la période couverte par les Lettres d'Amarna, première moitié du

Le XIVe et la première moitié du XIIIe siècle marquent l'apogée de la dynastie kassite en Babylonie, ce qui est en particulier visible dans les relations diplomatiques. Ses rois sont les égaux des grands souverains de la période, ceux d'Égypte, du Hatti, du Mittani puis d'Assyrie, avec lesquels ils entretiennent des relations diplomatiques dans lesquelles ils ont le privilège de porter le titre de « grand roi » (šarru rabû), marquée par une correspondance abondante, et des échanges de présents (šulmānu). Ce système, avant tout attesté par les lettres d'Amarna (règnes de Kadashman-Enlil Ier et Burna-Buriash II) en Égypte et de Hattusa la capitale hittite, et assuré par des envoyés appelés mār šipri, concerne d'importants produits de luxe, dont beaucoup d'or et de métaux précieux, échangés dans un système de dons et contre-dons, plus ou moins respectés par certains souverains (ce qui n'est pas sans entraîner de petites tensions), en tant que cadeaux d'amitié, ou d'hommages échangés lors de l'intronisation d'un roi. C'est l'akkadien babylonien (sous la forme dite « médio-babylonienne ») qui est la langue diplomatique, en continuité avec la période précédente.
Des mariages dynastiques unissent les cours de cette période, et les rois kassites y participent activement, entretenant des liens sur plusieurs générations avec certaines cours, comme celle des Hittites (qui sont peut-être à l'origine de leur prise de pouvoir en Babylonie) et des Élamites. Burna-Buriash II marie ainsi une de ses filles à l'égyptien Amenhotep IV/Akhénaton et une autre au hittite Suppiluliuma Ier, tandis qu'il épouse la fille du roi assyrien Assur-uballit Ier. Des princesses babyloniennes sont également mariées à des souverains élamites. Cela a pour but de renforcer les liens entre les différentes cours, et dans les deux derniers cas qui concernent des voisins directs, d'apaiser les tensions politiques. Avec des partenaires plus lointain comme les Hittites, c'est essentiellement un moyen de prestige et aussi d'influence, car les princesses babyloniennes et aussi les spécialistes (médecins et scribes) qui sont envoyés à la cour hittite y apportent l'influence culturelle de leur royaume.

### Les conflits contre l'Assyrie et l'Élam

La situation au après l'expansion des Hittites et des Assyriens.

Babylone se retrouve entraînée dans une série de conflits avec l'Assyrie lorsque Assur-uballit Ier, souverain assyrien, se libère de la domination du Mittani vers 1365. C'est le début de l'affrontement pluriséculaire entre le sud et le nord de la Mésopotamie. Burna-Buriash II (1359-1333) voit au début d'un mauvais œil l'indépendance de l'Assyrie car il considère cette dernière comme une de ses vassales, et dans une de ses missives retrouvées à Amarna il tente de convaincre son homologue égyptien de refuser de reconnaître le roi assyrien comme son égal. Mais il semble s'être ravisé puisqu'il épouse finalement une fille d'Assur-uballit. C'est sans doute de cette période qu'il faut par ailleurs dater l'expansion du royaume kassite vers le nord-est, dans la haute vallée de la Diyala (après la chute du royaume voisin d'Arrapha, vassal du Mittani, sous les coups des Assyriens), attestée par les fouilles des sites de Tell Zubeidi et Tell Imlihiye qui datent du siècle suivant et sont apparemment des fondations liées à l'implantation du pouvoir babylonien dans la région.

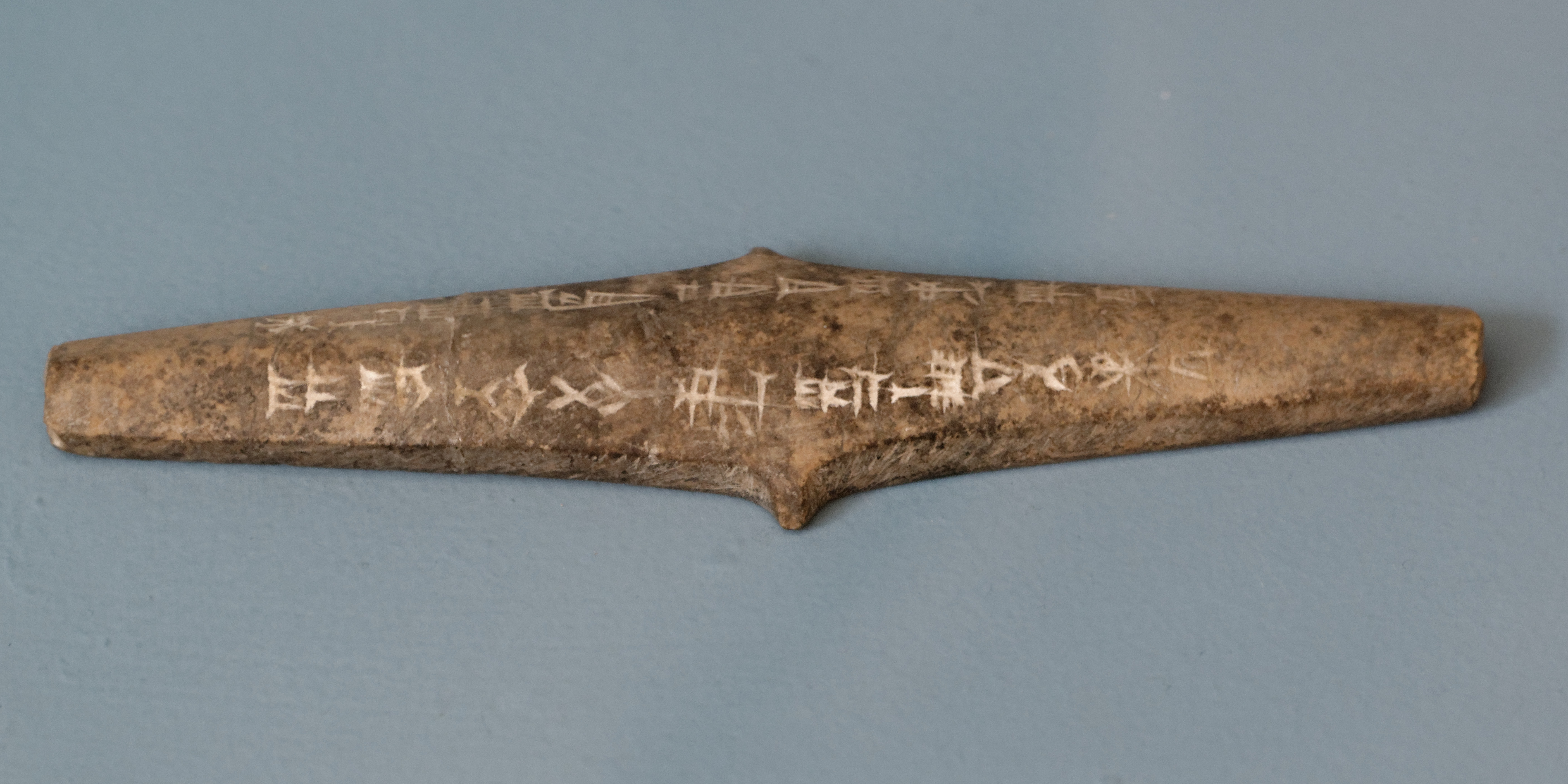
Dague inscrite au nom de Kurigalzu II. Musée archéologique d'Istanbul.

Selon la Chronique synchrone, généralement jugée la plus fiable sur cette période, Kara-hardash, fils de Burna-Buriash II et de son épouse assyrienne, monte sur le trône vers 1333, mais il est aussitôt assassiné et un certain Nazi-Bugash est intronisé à sa place. Assur-uballit réagit et envahit Babylone pour introniser son autre petit-fils, Kurigalzu II (1332-1308), qui lui est fidèle tant qu'il vit, mais provoque ensuite le roi assyrien suivant, Enlil-nerari. Il s'ensuit une série de conflits durant plus d'un siècle, qui culminent dans l'affrontement entre Kashtiliash IV (1232-1225) et Tukulti-Ninurta Ier, ce dernier réussissant à envahir la Babylonie et à la ravager, saccageant notamment sa capitale d'où il déporte des milliers de personnes.
La situation devient alors de plus en plus confuse car les Assyriens ne réussissent pas à établir une domination durable sur Babylone, malgré la volonté de Tukulti-Ninurta qui fait décrire sa victoire dans un long texte épique (l’« Épopée de Tukuli-Ninurta ») et se proclame « roi de Babylone ». Les conflits se poursuivent, et empirent quand le roi élamite Kidin-Hutran se mêle à la partie, peut-être en solidarité avec les rois kassites auxquels il est lié par mariage : il dévaste Nippur et rend la situation difficile pour les souverains imposés par les Assyriens sur le trône de Babylone, qui sont renversés l'un après l'autre jusqu'en 1217.
Après l'assassinat de Tukulti-Ninurta en 1208 et les troubles internes qui secouent l'Assyrie par la suite, les rois de Babylone réussissent à reprendre leur autonomie, et c'est même le roi babylonien Marduk-apla-iddina Ier (1171-1159) qui aide l'assyrien Ninurta-apil-Ekur à prendre le pouvoir dans le royaume du nord, avant que ce dernier ne se retourne contre lui sans succès. Au sortir de ces conflits, la Babylonie et l'Assyrie sont affaiblies, quand les armées élamites remettent les pieds en Mésopotamie, menées par leur roi Shutruk-Nahhunte qui a est monté sur le trône en 1185. L'intervention de ce dernier en Babylonie pourrait être poussée par la volonté de faire valoir ses droits sur le trône babylonien en raison de ses liens matrimoniaux avec la dynastie kassite, à un moment où les successions difficiles ont affaibli la légitimité des souverains de cette dernière.

### La chute de la dynastie kassite
Vers 1160, alors que Marduk-apla-iddina avait réussi à stabiliser le pouvoir à Babylone, l'élamite Shutruk-Nahhunte envahit la Babylonie et pille ses grandes villes. C'est à cette période que plusieurs monuments majeurs de l'histoire mésopotamienne sont amenés dans la capitale élamite, Suse, comme la Stèle de la victoire de Naram-Sîn d'Akkad ou la stèle du Code de Hammurabi, ainsi que des statues et stèles de diverses époques, dont des kudurrus kassites. Après plusieurs années de résistance menées par des souverains kassites, le roi élamite suivant, Kutir-Nahhunte III, porte le coup de grâce à cette dynastie vers 1155, et il emporte la statue du dieu Marduk en Élam en symbole de la soumission de Babylone.

## Institutions, société et économie

### Le roi et l'administration royale
Le roi kassite est désigné par plusieurs titres : le nouveau « roi de Karduniash » (šar māt karduniaš), à côté des plus traditionnels « roi des quatre régions » ou « roi de la totalité » (šar kiššati), « roi de Sumer et d'Akkad », ou encore de l'original « šakkanakku (titre administratif) d'Enlil » dont se pare un des deux rois nommés Kurigalzu. Le premier titre indique que désormais le roi se considère avant tout comme le maître d'un territoire, comprenant toute la Babylonie, et plus de la ville de Babylone comme par le passé. Il reprend les attributs traditionnels de la monarchie mésopotamienne : il est un roi-guerrier, le juge suprême du royaume et un bâtisseur prenant notamment soin des temples des divinités traditionnelles de la Mésopotamie. Toute la famille royale est impliquée dans l'exercice de hautes charges : il y a des exemples d'un frère de roi qui dirige une armée ou d'un fils de roi qui devient grand prêtre du dieu Enlil.
Les apports kassites semblent donc limités. Les noms des souverains sont kassites au début de la dynastie, faisant référence à des dieux de ce peuple comme Buriash, Harbe ou Maruttash, puis par la suite ils mélangent  des termes kassites et akkadiens. La dynastie royale se place sous la protection d'un couple de divinités proprement kassites, Shuqamuna et Shumaliya, qui disposent d'un temple à Babylone dans lequel les rois sont peut-être couronnés. En tout cas les rois étaient bien intronisés dans cette ville qui préservait son statut de capitale principale, puis, suivant un texte de l'époque, se rendaient ensuite à Dur-Kurigalzu, ville nouvelle sans doute fondée par Kurigalzu Ier, où ils recevaient l'hommage des chefs des tribus kassites. Cette capitale secondaire semble donc plus avoir été liée à la dynastie sans faire réellement ombrage à Babylone dont le prestige restait intact.
La composition de la haute administration du royaume est surtout connue par les listes de témoins des kudurrus. Parmi l'entourage royal, de nouveaux titres apparaissent, comme celui de šakrumaš qui est d'origine kassite et semble désigner un chef militaire ou encore le kartappu qui est à l'origine un conducteur de chevaux. Si l'organisation de l'armée kassite est très mal connue, il est au moins acquis que cette période connaît une innovation importante dans les techniques militaires avec l'apparition du char léger et l'emploi des chevaux qui semblent être des spécialités kassites. Parmi les hauts dignitaires, les sukkallu (terme vague qui peut se traduire par « ministre ») sont encore présents. Les fonctions de tous ces personnages sont mal définies, et probablement instables. La noblesse kassite est mal connue, mais il est généralement admis qu'elle a occupé les postes les plus importants et disposé de grands domaines fonciers.

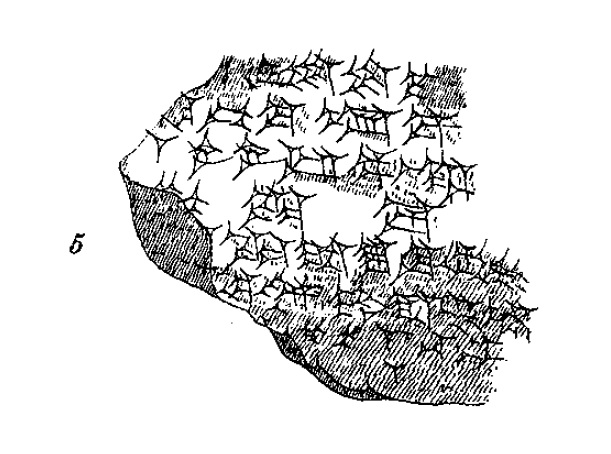
Copie d'une lettre d'Ili-ippashra, gouverneur de Dilmun, à Enlil-kidinni (appelé Illiliya dans la missive), gouverneur de Nippur. Seconde moitié du

L'administration provinciale est un peu mieux connue. Le royaume est divisé en provinces (pīhatu), dirigées par des gouverneurs généralement appelés šakin māti ou šaknu. Les gouverneurs se succèdent souvent au sein d'une même famille. Le gouverneur de Nippur porte le titre particulier de šandabakku (GÚ.EN.NA en sumérien), et dispose peut-être d'un pouvoir plus important que les autres. Le problème étant qu'il est le seul à être bien connu du fait de l'abondance des archives retrouvées sur ce site pour la période kassite. Les sanctuaires jouent aussi un rôle important à l'échelle locale, cela étant là encore surtout documenté pour le grand sanctuaire d'Enlil de Nippur, supervisé par le gouverneur local (ce qui pourrait expliquer son importance politique). D'autres types de territoires sont appelés « maisons » (akkadien bītu), dirigées par un chef qui fait partie de l'élite du royaume (bēl bīti, « maître de maison »), et se revendiquant généralement d'un ancêtre commun éponyme du groupe. Ils sont très mal documentés donc leur rôle est débattu, d'autant plus qu'il est souvent difficile pour ces époques de tracer une séparation claire entre les domaines et le patrimoine des grands du royaume et les structures relevant de l'appareil administratif royal à proprement parler. Cela est souvent interprété comme un mode d'organisation tribal/clanique kassite, chaque tribu disposant d'un territoire qu'elle administre, les plus importants étant intégrés d'une certaine manière dans le système provincial du royaume. Mais il pourrait s'agir de « maisons » dans le sens habituel dans la Mésopotamie antique, c'est-à-dire une famille avec son patrimoine, comprenant aussi bien des domaines fonciers que des hommes, le tout étant placé sous la direction du maître de maison, avec éventuellement une fonction et des structures administratives qui en feraient au moins dans certains des sortes de provinces.
Au niveau local, les villages ou villes sont administrés par un « maire » (hazannu). Ses fonctions ont un aspect judiciaire, même s'il existe des juges (dayyānu). Les postes administratifs subalternes sont occupés par des Babyloniens, bien formés pour ce genre de tâches, les Kassites semblant avoir peu goûté le métier de scribe-administrateur. Les sujets doivent verser des taxes au pouvoir royal, ou bien effectuer des corvées pour son compte, et parfois certains de leurs biens sont réquisitionnés. On connaît ces contributions essentiellement parce qu'elles sont mentionnées dans les kudurrus qui les exemptent pour certaines terres.

### Le rétablissement de la Babylonie

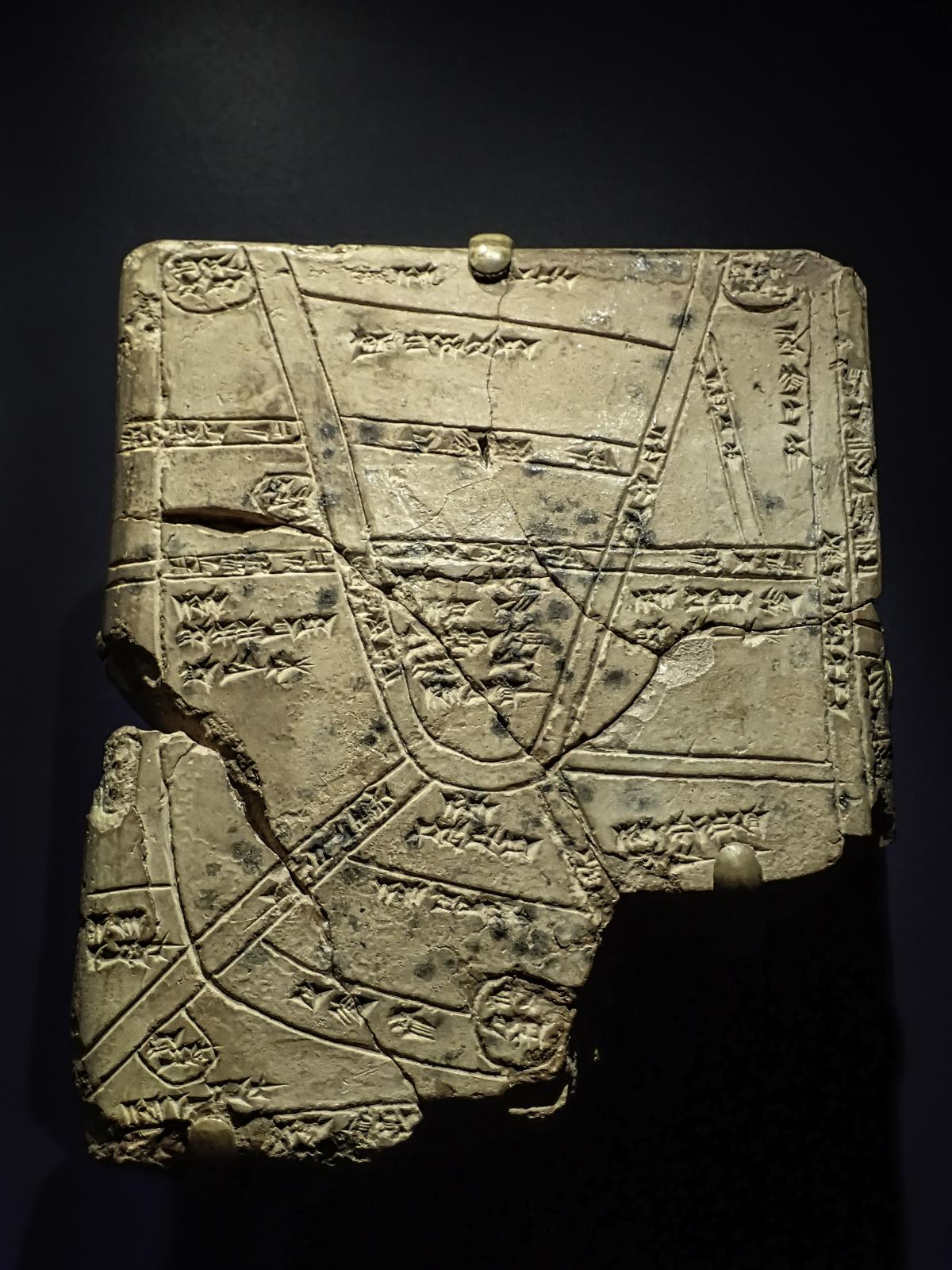
Plan d'un terroir dans la campagne de Nippur, période kassite ancienne (v. 1550-1450 av. J.-C.). Penn Museum.

Depuis la fin de l'époque paléo-babylonienne la situation démographique et économique du sud mésopotamien était critique, en particulier son extrême-sud (l'ancien pays de Sumer) où les principales villes (Nippur, Uruk, Ur, Larsa, etc.) avaient été désertées. Une fois le pouvoir kassite maître de la région, se produisent une réoccupation et une réorganisation du contrôle de la Babylonie. Ce phénomène est mal documenté, mais il se fait manifestement à partir de la région de Babylone, avec une place importante pour l'initiative royale. Comme vu plus haut, il semble que Kurigalzu Ier, qui règne au début du XIVe siècle av. J.-C., soit l'initiateur d'une politique de restauration de la Babylonie qui poursuivent ses successeurs, qui passe par la construction d'une nouvelle ville royale à Dur-Kurigalzu et la remise en état des centres religieux du sud du royaume qui avaient été désertés.
Les prospections archéologiques réalisées dans plusieurs parties de la plaine de Basse Mésopotamie indiquent que la reprise est lente après cette phase de crise. Le phénomène de réoccupation des habitats est réel, mais il privilégie les petits villages et les bourgs ruraux qui deviennent alors dominants, tandis que les sites urbains qui dominaient auparavant voient leur superficie réduite, ce qui indiquerait un processus de « ruralisation » qui marque une rupture dans l'histoire du peuplement de la région. 
Du point de vue matériel, les types de céramiques diffusés dans le royaume des Kassites, un assemblage homogène sur tout leur territoire, sont ainsi des évolutions de ceux de la Babylonie du Nord de l'époque paléo-babylonienne finale (connus par les fouilles de Sippar et de Dilbat). Les sites du Sud de la Babylonie (Nippur, Ur, Uruk) avaient à l'époque précédente une tradition de poterie distincte, qui a disparu après leur dépeuplement. Leur réoccupation se fait donc avec une culture matérielle d'origine septentrionale, ce qui correspond à la tendance de la période. 
Les inscriptions des rois kassites indiquent qu'ils entreprennent divers travaux d'aménagements hydrauliques et de reconstruction des principaux monuments des villes, ce qui est sans doute une volonté d'accompagner ce mouvement de reprise et d'expansion, en même temps qu'une consolidation de leur emprise sur les territoires conquis. Les donations royales de terres rapportées dans les kudurrus semblent se faire avant tout sur des régions situées en marge de la plaine babylonienne, pas forcément dépeuplées mais sans doute mal administrées et contrôlées du point de vue royal : le Pays de la Mer après sa conquête, la région de Dur-Kurigalzu et plus au Nord près de la frontière avec l'Assyrie, et aussi les régions à l'est du Tigre, peu urbanisées mais elles aussi âprement disputées avec le rival du Nord. 
La politique de grands travaux des rois kassites rentre aussi dans une dynamique de restauration du passé : elle porte une attention très importante sur les principaux lieux de culte, notamment les sanctuaires méridionaux qui avaient été abandonnés auparavant (à Nippur, Ur, Uruk notamment) en cherchant à les rétablir suivant leurs plans originels. Il ne s'agit pas tant de projets de réurbanisation de ces régions que d'une remise en état et une appropriation par le nouveau pouvoir de sites sacrés. Ceux-ci fonctionnent comme des « lieux de mémoire » servant à conforter la légitimité des rois kassites en les ancrant dans la continuité du prestigieux passé suméro-akkadien.

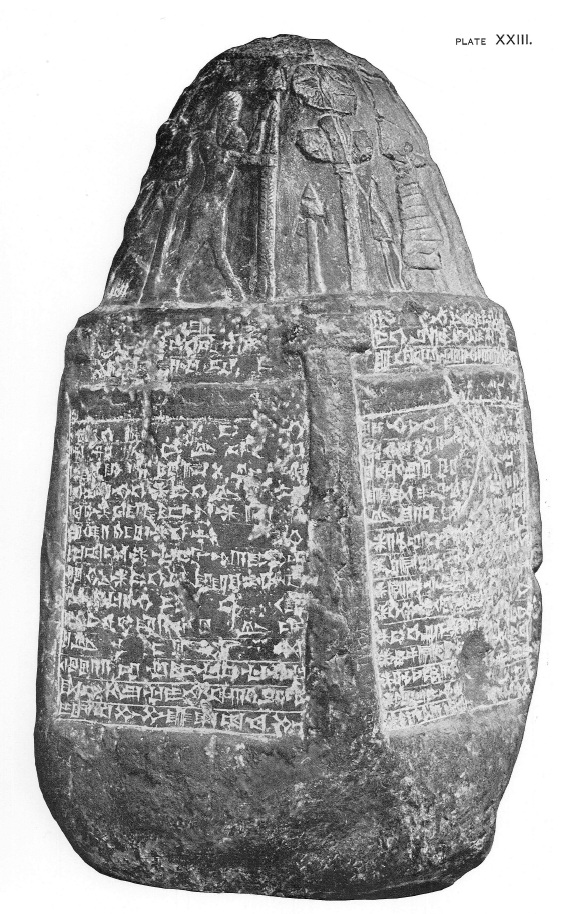
Stèle kudurru enregistrant une donation de terre par le roi Meli-Shipak (1186-1172), d'un domaine dans la vallée de la Diyala. British Museum.

En dehors de la Babylonie, les petits sites ruraux de la région du Djebel Hamrin dans la vallée de la Diyala (Tell Zubeidi, Tell Imlihiye, Tell Abbas) semblent également témoigner d'un projet de mise en valeur et/ou de prise en main de cette région rurale après son annexion par le pouvoir babylonien, puisqu'ils présentent un matériel céramique de type babylonien kassite à la différence de ceux qui les précèdent directement, qui ont un profil local (notamment Tell Yelkhi) ; ils ont livré des tablettes économiques datées des rois kassites du XIIIe siècle av. J.-C., indiquant la présence de centres d'exploitation de domaines ruraux, de type privé ou public,.

### Kudurrus et donations royales

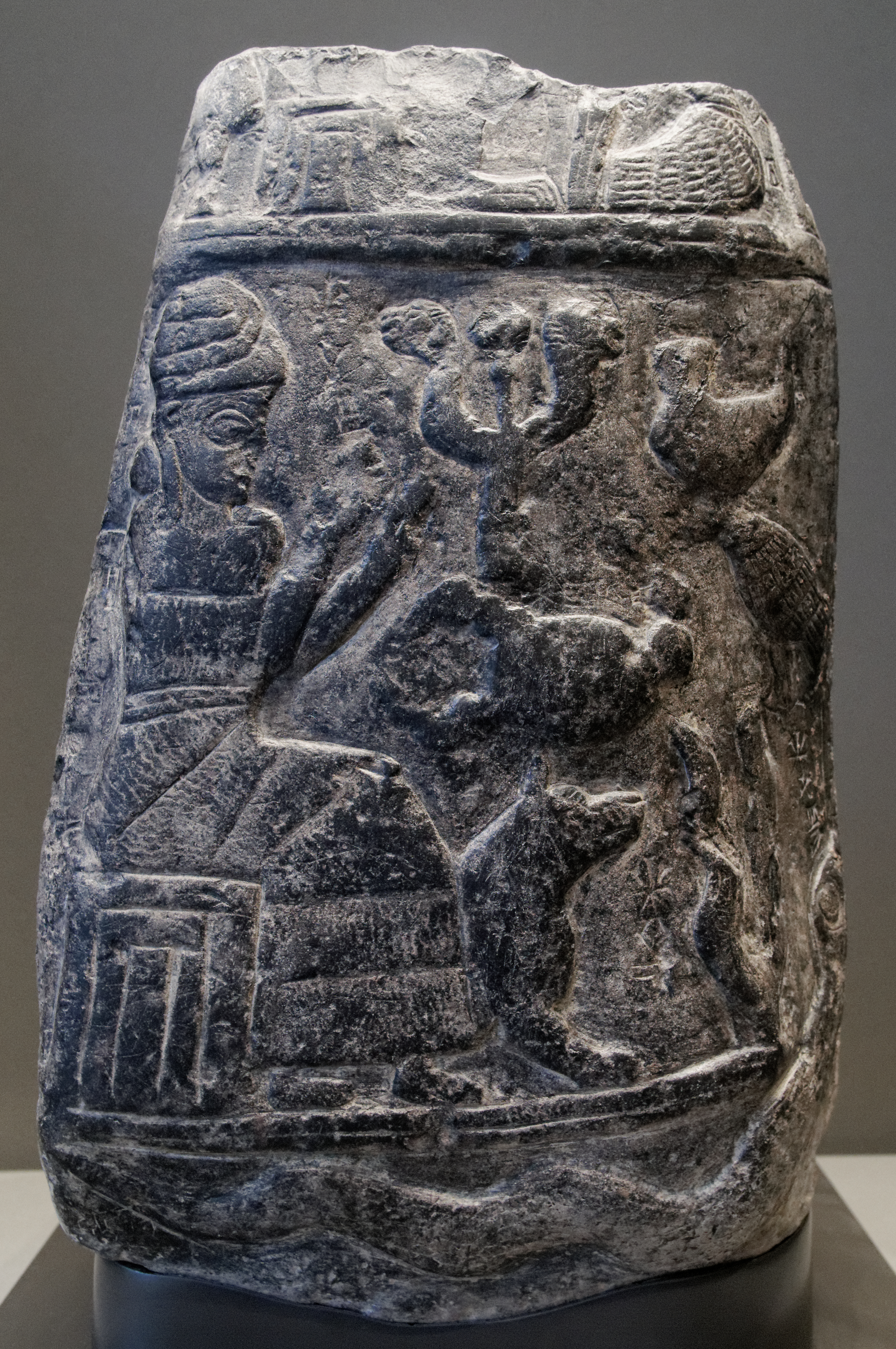
Kudurru rapportant une donation royale accordée par Marduk-apla-iddina,, Musée du Louvre.

L'un des aspects de l'organisation politique et économique de la période kassite pour lequel les informations écrites sont conséquentes est celui des donations de terres effectuées par le roi. Il s'agit là d'un phénomène particulier qui semble initié à cette période, puisque pour la période précédente les terres étaient concédées de manière non définitive, et qui s'inscrit comme évoqué ci-dessus dans la dynamique générale de réorganisation de la Babylonie par les rois kassites, même si ses implications exactes sont discutées.
Ces transactions sont marquées sur des kudurrus,, dont une quarantaine ont été retrouvées pour la dynastie kassite. Il s'agit de stèles divisées en plusieurs sections : la description de la donation, avec les droits et devoirs du bénéficiaire de la donation (taxes, corvées, exemptions), les malédictions divines encourues par ceux qui ne respecteraient pas la donation, et souvent des bas-reliefs sculptés. Les kudurrus étaient sans doute placés à l'origine dans des temples, sous la protection divine. Généralement la donation concerne un domaine très vaste, de 80 à 1 000 hectares (avec une moyenne de 250 ha). Les bénéficiaires étaient des hauts dignitaires évoluant dans l'entourage du roi : hauts fonctionnaires, membres de la cour voire de la famille royale, des généraux, des prêtres. La donation était sans doute faite en récompense de la loyauté de la personne, ou d'un acte l'ayant distinguée. Les grands temples de Babylonie recevaient aussi d'importants domaines : l'Esagil, le temple de Marduk à Babylone, a ainsi reçu du roi Nazi-Maruttash une donation pour plus de 5 000 ha de terres (700 kurru en unités de surface babyloniennes). Les terres leur étaient concédées avec des familles de paysans qui devenaient dépendants du temple, apparemment tout le village attaché au terroir faisant l'objet de la donation. Quelquefois les donations s'accompagnaient d'exemptions de taxes ou de corvées. Dans des cas extrêmes, le bénéficiaire disposait d'un pouvoir sur la population locale, qui se substituait à celui de l'administration provinciale, contre laquelle il était protégé par des clauses spéciales.
« Stèle (narû) des champs, de la prébende du temple, du verger de Puzru, grand-chantre de l'Ebabbar. « Protège », c'est son nom.
30 gur d'emblavures, (mesuré au taux de) 1 ikû à 1 simdu, grande coudée (unités de mesure), territoire de la Grand'Ville, sur la rive du Tigre, district de Sîn-ashared, jouxtant, en haut, au nord, le Tigre ; jouxtant en bas, au sud, (la propriété de) Takukish ; à l'est, (la propriété de) Paragashitu, fille du roi ; à l'ouest, les côtés de (la propriété de) Amel-Marduk ; 1 panûm de prébende, (mesuré au taux de) 1 sûtu à 5 qa de l'Ebabbar, le temple de Shamash à Larsa, (voilà ce que) le roi Burna-Buriash à Puzru, fils d'Ea-nabushu, son serviteur, a offert.
(Suite : donations d'un roi suivant, Nazi-Maruttash, au même Puzru)
(Nazi-Maruttash) a exempté (de corvées) son canal et sa terre ferme et, de la taxe, son gros et petit bétail.

### Structures et activités économiques

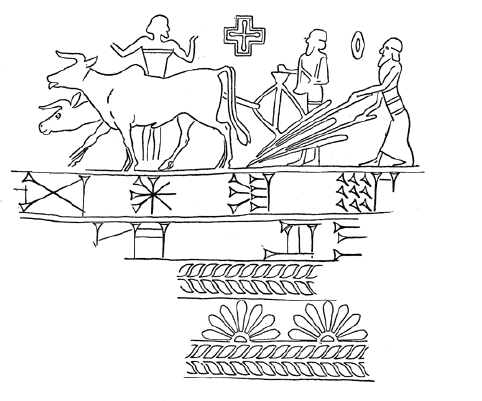
Copie d'une empreinte de sceau d'une tablette de Nippur (fin du) représentant une équipe de laboureurs conduisant un araire à semoir.

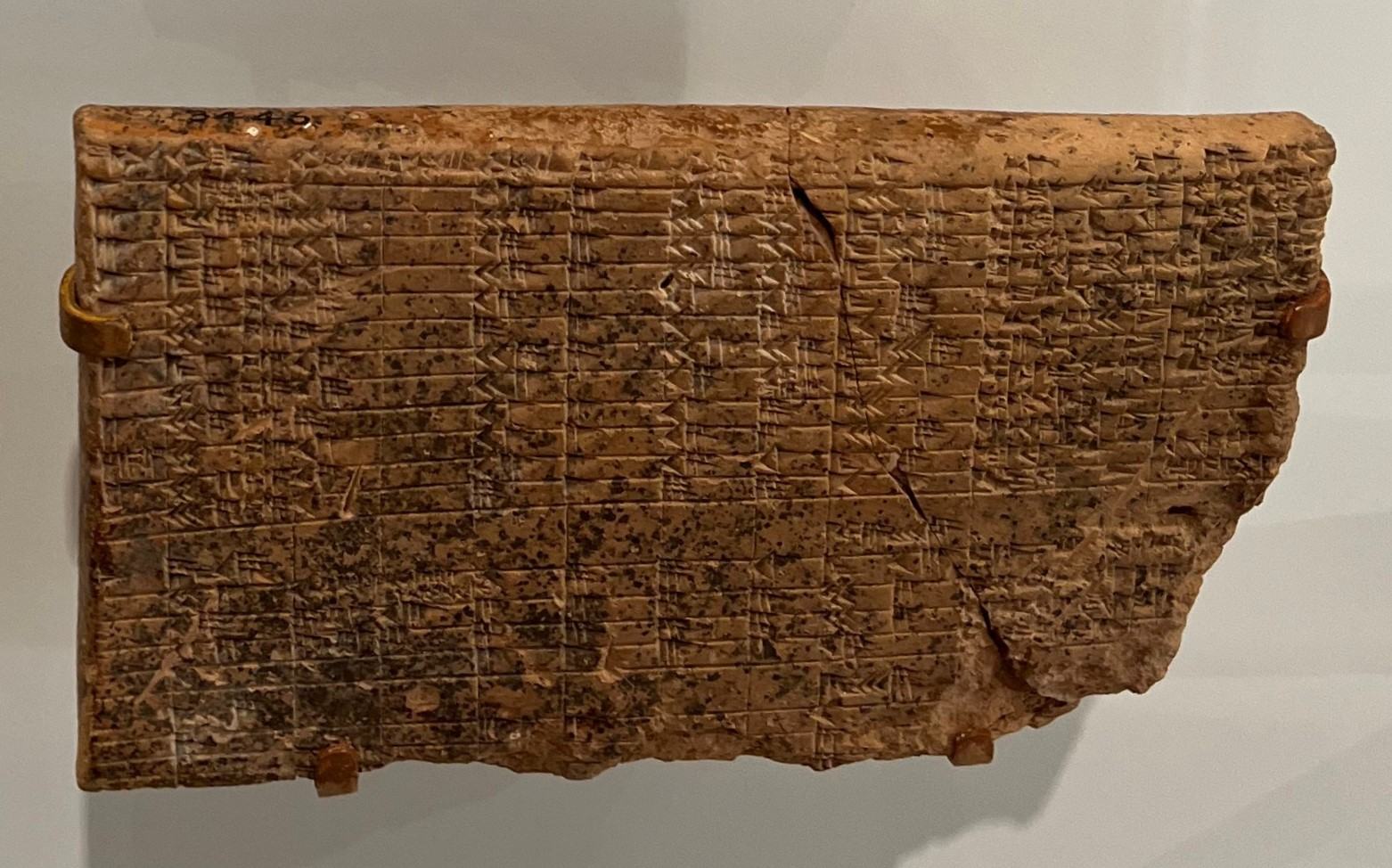
Tablette administrative des archives d'époque kassite : table comptabilisant 3000 bovins amenés à Nippur pour servir aux labours. Penn Museum.

La situation économique de la Babylonie kassite est approchée avant tout par les archives des gouverneurs de Nippur, donc pour les périodes médiane et tardive de la dynastie, surtout à partir du milieu du XIVe siècle av. J.-C.
Les structures économiques traditionnelles que sont les domaines et l'administration des palais royaux, des temples et des grandes familles restent le socle de l'organisation économique et sociale. Les actes de donations de terres indiquent que les élites (notamment les « maîtres de maison ») proches du pouvoir royal et les temples se constituent de vastes domaines. En effet, si le principe des donations de terres par le roi a pu être vu par le passé comme une pratique de type « féodal », il ne faut pas considérer qu'il remettait en cause le système économique traditionnel de la Babylonie qui a certes connu des pouvoirs locaux forts par moments mais jamais d'organisation le rapprochant de la féodalité. Et du reste comme vu plus haut ce sont surtout les régions périphériques du royaume qui furent concernées.
Les esclaves (ardu pour les hommes, amtu pour les femmes) font l'objet de ventes, notamment des enfants vendus par leurs parents en difficultés financières. Ces esclaves nés babyloniens pouvaient faire l'objet de décrets royaux les affranchissant. La force de travail des institutions comprend aussi des personnes d'origine étrangère (Assyriens, Élamites, Hourrites, etc.), manifestement pour bonne partie des prisonniers de guerre. Un ensemble de textes provenant de Nippur documente la gestion par l'administration du gouverneur de l'importante population servile affectée à différents types de travaux agricoles ou artisanaux, en particulier dans les ateliers de tissage, aussi la gestion des troupeaux et la mouture des céréales. Les conditions de vie de ces personnes semblent difficiles, les textes administratifs et juridiques constatant régulièrement des fuites.
Du point de vue des activités économiques, l'agriculture irriguée, dirigée par les institutions (palais et temples) et les autres bénéficiaires des donations royales, reste la base de l'économie. La documentation de Nippur relative à l'agriculture documente divers domaines institutionnels confiés à des administrateurs supervisés par le gouverneur, notamment les questions d'irrigation et des gestion des terres arables (organisées en districts appelés ugāru et tamirtu), et la gestion des différentes catégories de travailleurs agricoles mal définies, devant verser des prélèvements en nature correspondant manifestement à des parts de récolte (šibšu et miksu), ainsi que des services pour le compte des pouvoirs publics, appelés ilku et tupšikku, qui consistent en des corvées sur des travaux civils ou bien des services militaires. Dans le domaine de l'artisanat, des archives de Dur-Kurigalzu montrent la livraison de matières premières (métaux, pierre) à des artisans travaillant pour le compte d'un temple, ce qui correspond à une situation banale dans l'organisation de l'artisanat de la Mésopotamie ancienne. Les activités privées sont documentées par quelques textes juridiques, en nombre très limité : des ventes de biens (esclaves, animaux) contre de l'argent, des contrats de prêts, essentiellement en grain, à rembourser après la récolte par des agriculteurs, des locations de bétail, de main-d’œuvre et de moyens de transport, des contrats de partenariat pour des exploitations agricoles, etc.
Il semble que le commerce à longue distance soit assez développé, notamment vers le golfe Persique (Dilmun/Bahreïn) et le Levant. Les lettres d'Amarna montrent que le roi s'intéresse au sort de marchands babyloniens en affaires jusqu'en Palestine, mais on ne peut pas dire si cela indique que ces marchands (tamkāru) travaillent en partie ou en totalité pour le compte du palais. Les échanges diplomatiques entre les cours royales, sans être assimilables à du commerce à proprement parler, contribuent à la circulation de biens à l'échelle internationale pour les élites. Ainsi, les relations diplomatiques cordiales entretenues par les Kassites avec l'Égypte semblent avoir amené un afflux d'or important en Babylonie, ce qui aurait permis de baser les prix sur l'étalon-or et non sur l'argent pour la seule fois de l'histoire de la Mésopotamie antique. De son côté, la Babylonie exporte vers ses voisins occidentaux (Égypte, Syrie, Anatolie) du lapis-lazuli qui est déjà chez elle une importation d'Afghanistan, et également des chevaux dont l'élevage semble être une spécialité des Kassites, bien attestée dans les textes de Nippur, même si ces animaux naissent sans doute dans les régions montagneuses de l'est et du nord-est de la Mésopotamie.

## Religion, lettres et arts

### Divinités et lieux de culte

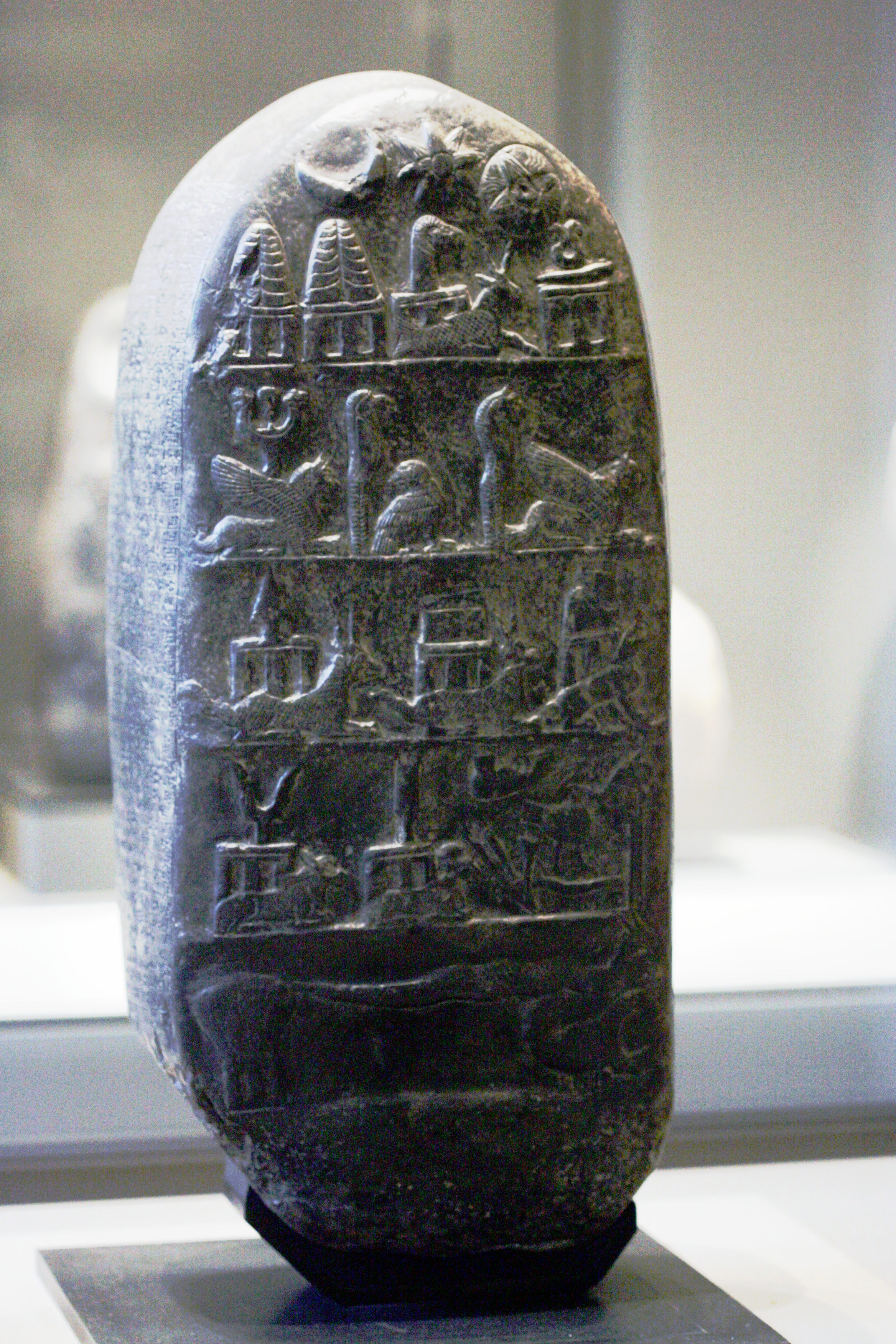
Représentation des symboles des principales divinités du panthéon mésopotamien à la période kassite, sur le revers d'un kudurru du règne de Meli-Shipak (1186-1172 av. J.-C.), Musée du Louvre.

La composition du monde divin mésopotamien de la période kassite ne subit pas de modifications par rapport à la période précédente même si des évolutions importantes s'amorcent au sein de celui-ci. Cela est visible sur le bas-relief d'un kudurru de Meli-Shipak conservé actuellement au Musée du Louvre. Les divinités invoquées en tant que garantes de la donation de terre que consacre cette stèle sont représentées suivant une organisation fonctionnelle et hiérarchique : le sommet est ainsi occupé par les symboles des divinités qui dominent traditionnellement le panthéon mésopotamien : Enlil qui reste le roi des dieux, Anu, Sîn, Shamash, Ishtar et Ea. Les divinités kassites n'ont pas acquis une place importante dans le panthéon babylonien. On connaît les principales par quelques attestations dans des textes : le couple patron de la dynastie Shuqamuna-Shumaliya déjà évoqué, Buriash le dieu de l'Orage, Maruttash un dieu guerrier, Harbe qui semble avoir une fonction souveraine et Shuriash, un dieu solaire. 
Les souverains kassites se fondent dans le moule religieux mésopotamien, et dirigent leurs attentions en premier vers le dieu souverain Enlil, dans son grand temple de Nippur, ce qui explique la grande importance que (re)prend cette cité à cette période. Ils lui consacrent aussi le sanctuaire principal de leur nouvelle capitale, Dur-Kurigalzu, qui semble être constituée avec le concours du clergé de Nippur. Néanmoins le dieu tutélaire de la cité de Babylone, Marduk, prend de plus en plus d'importance durant la seconde partie de la période kassite, devenant l'une des divinités les plus populaires, et reprenant progressivement des attributs d'Enlil même si ce rôle n'est pas encore consacré par la théologie officielle. Son fils Nabû, dieu de la sagesse, et Gula, déesse de la médecine, ont eux aussi une popularité grandissante.
Les différents travaux patronnés dans les temples par les souverains kassites sont mal connus au niveau architectural, même s'il semble qu'ils aient vu certaines innovations s'accomplir. On connaît ainsi un petit temple au décor original fait dans l'Eanna d'Uruk sous le règne de Kara-indash, et des travaux effectués sous Burna-Buriash II dans l'Ebabbar, temple du dieu Shamash à Larsa. Un des deux rois nommés Kurigalzu (sans doute le premier) s'est illustré par la construction ou la restauration de plusieurs temples des grandes villes de la Babylonie, et ses successeurs ont poursuivi cette entreprise. Cela concerne les principaux centres religieux de Babylonie : Babylone, Nippur, Akkad, Kish, Sippar, Ur, Uruk, et dans sa ville-nouvelle Dur-Kurigalzu, où une ziggurat dédiée à Enlil est bâtie, entre autres. En reprenant le rôle traditionnel du roi babylonien protecteur et pourvoyeur du culte des dieux, les rois kassites jouent en fait un rôle crucial puisqu'ils rétablissent le fonctionnement normal de plusieurs de ces sanctuaires qui étaient manifestement dans un état de délabrement, quand ils n'avaient pas cessé de fonctionner à la suite de l'abandon de plusieurs sites majeurs du sud de la Babylonie à la fin de la période paléo-babylonienne (Nippur, Ur, Uruk, Eridu),.

### Lettres et pensée
« Marduk, les cieux ne peuvent porter le poids de ses mains,
mais sa main légère retient (l'homme) voué à la mort.
Par sa colère, les tombes s'ouvrent,
par sa miséricorde, il relève de la catastrophe l'homme tombé.
Quand il s'irrite, déesse et dieu reculent ;
il vient en aide à celui que (même) son dieu repousse.
Si dure que soit la punition, tout à coup il la supprime ;
il pardonne et, sur le champ, les douleurs saisissent l'accouchée ;
il accourt et lui soigne le ventre,
puis il l'entoure d'attentions comme une vache son veau.
Ses coups pénètrent, ils transpercent le corps ;
mais doux sont ses bandages, ils sauvent de la mort.
Il parle et fait tomber dans le crime ;
au jour de son euphorie, faute et pêché sont enlevés. (...)
Les textes scolaires d'époque kassite retrouvés à Nippur nous montrent que les structures de l'apprentissage des scribes et des lettrés restent similaires à celles de la période paléo-babylonienne. Mais un changement de taille apparaît : désormais les textes en akkadien sont inclus dans le cursus scolaire, ce qui accompagne l'évolution de la littérature mésopotamienne qui devient de plus en plus écrite dans cette langue, même si le sumérien reste employé. La période kassite voit d'ailleurs la mise au point du « babylonien standard », forme littéraire de l'akkadien qui reste fixée pour les siècles suivants dans les œuvres littéraires, et qu'on peut donc considérer comme une forme « classique » de cette langue. Désormais, les nouvelles œuvres littéraires mésopotamiennes sont écrites exclusivement dans ce dialecte.
La période médio-babylonienne voit la mise au point de plusieurs œuvres fondamentales de la littérature mésopotamienne, et surtout une forme de standardisation d'œuvres des périodes précédentes, même si elles devaient continuer de sous de légères variantes, ainsi que l'élaboration de versions en akkadien de certains mythes sumériens,. Mais la datation précise des œuvres littéraires est souvent impossible, car elles sont essentiellement connues par des copies postérieures et que les propositions de datation de leur première version ne peut se faire que par des suppositions plus ou moins raisonnées. Au mieux on peut situer ces réalisations durant la période allant de 1400 à 1000, et surtout aux XIIIe et XIIe siècles av. J.-C. (donc sous la dynastie kassite tardive mais aussi sous la seconde dynastie d'Isin). La période kassite a semble-t-il bénéficié d'un prestige chez les lettrés des périodes suivantes, qui se sont parfois cherché un ancêtre parmi les lettrés supposés avoir été actifs à cette période. Parmi les réalisations importantes de cette période, on peut mentionner la rédaction de versions stabilisées et standardisées de nombreuses listes lexicales, de séries divinatoires, la rédaction d'un Hymne à Shamash qui est l'un des plus remarquables de l'ancienne Mésopotamie ainsi qu'un autre dédié à Gula. La version standard de l'Épopée de Gilgamesh est attribuée par la tradition mésopotamienne à l'exorciste Sîn-leqi-unninni, qui aurait vécu à cette même période selon la critique moderne.
L'un des phénomènes les plus remarquables de la littérature de la période médio-babylonienne est le fait que plusieurs œuvres reflètent un approfondissent des réflexions sur la destinée humaine, et en particulier les rapports entre dieux et hommes. Cela se retrouve dans plusieurs œuvres majeures de la littérature sapientiale mésopotamienne, genre existant depuis plus d'un millénaire mais qui connaît alors sa pleine maturité et propose des réflexions plus profondes. Le Monologue du juste souffrant (ludlul bēl nēmeqi) présente ainsi un homme juste et pieux se lamentant sur ses malheurs, dont il ne comprend pas la raison car il est respectueux envers les dieux. Le Dialogue du pessimisme, rédigé sans doute durant la période post-kassite, propose une réflexion similaire sous la forme d'un dialogue satirique. Les remaniements aboutissant à la version standard de l'Épopée de Gilgamesh reflèteraient aussi ces évolutions : alors que la version précédente mettait surtout l'accent sur l'aspect héroïque de Gilgamesh, la nouvelle mouture semble introduire une réflexion plu développée sur la destinée humaine, en particulier l'inéluctabilité de la mort, et met en avant son héros comme quelqu'un qui acquiert une grande sagesse plutôt que quelqu'un qui accomplit des exploits martiaux.

### Architecture et arts
Comme pour le reste de la culture, l'arrivée des Kassites n'a pas modifié les traditions architecturales et artistiques babyloniennes même si quelques évolutions ont lieu,.
Peu de quartiers d'habitations de cette époque ont été mis au jour sur les sites Babyloniens, à Ur, Nippur et Dur-Kurigalzu, où on ne remarque pas de changement notable par rapport à la période précédente. En revanche, l'architecture sacrée de la période, bien que mal connue, semble témoigner de certaines innovations. Le petit sanctuaire construit sous Kara-indash dans le complexe de l'Eanna a une façade décorée par des briques cuites moulées figurant des divinités protectrices des eaux, type d'ornementation qui est une innovation de la période. Le complexe sacré d'Ur connaît plusieurs réaménagements. À Isin, le temple de Gula reconstruit par un des deux Kurigalzu a été mis au jour.
Mais l'architecture officielle est surtout représentée à Dur-Kurigalzu, ville neuve construite à l'instigation d'un des deux rois nommés Kurigalzu et qui montre par la grande taille de ses édifices principaux qu'une nouvelle étape a été franchie dans la monumentalité. Une partie d'un vaste complexe palatial de 420 000 m2, organisé autour de huit unités y a été mis au jour. Chacun des secteurs de l'édifice pourrait avoir été affecté aux tribus kassites principales, le palais de Dur-Kurigalzu étant selon un texte de l'époque le lieu où ces tribus reconnaissaient le pouvoir d'un nouveau roi à son avènement (qui avait lieu après un couronnement à Babylone, qui restait la capitale principale). Certaines de ces salles étaient d'ailleurs décorées par des peintures dont des fragments ont été retrouvés, notamment des scènes de processions de personnages masculins, qui sont sans doute des dignitaires des tribus kassites. Au sud-est du palais se trouvait un ensemble cultuel dédié à Enlil, dominé par une ziggurat dont les ruines s'élèvent encore à plus de 57 mètres de haut. D'autres temples avaient été construits sur ce site.

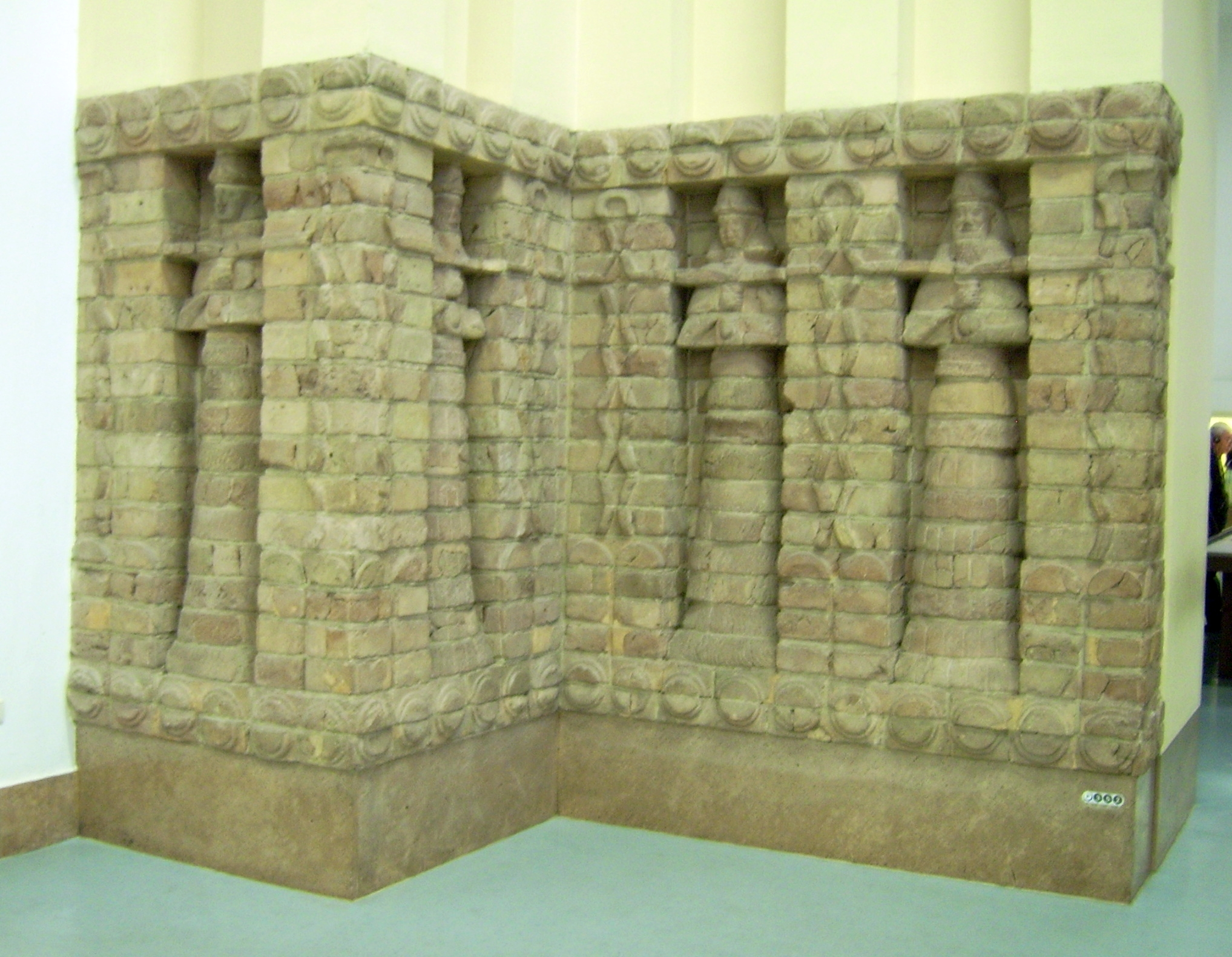
Reliefs en briques cuites du temple de Kara-indash à Uruk, milieu du XVe siècle, Pergamon Museum.
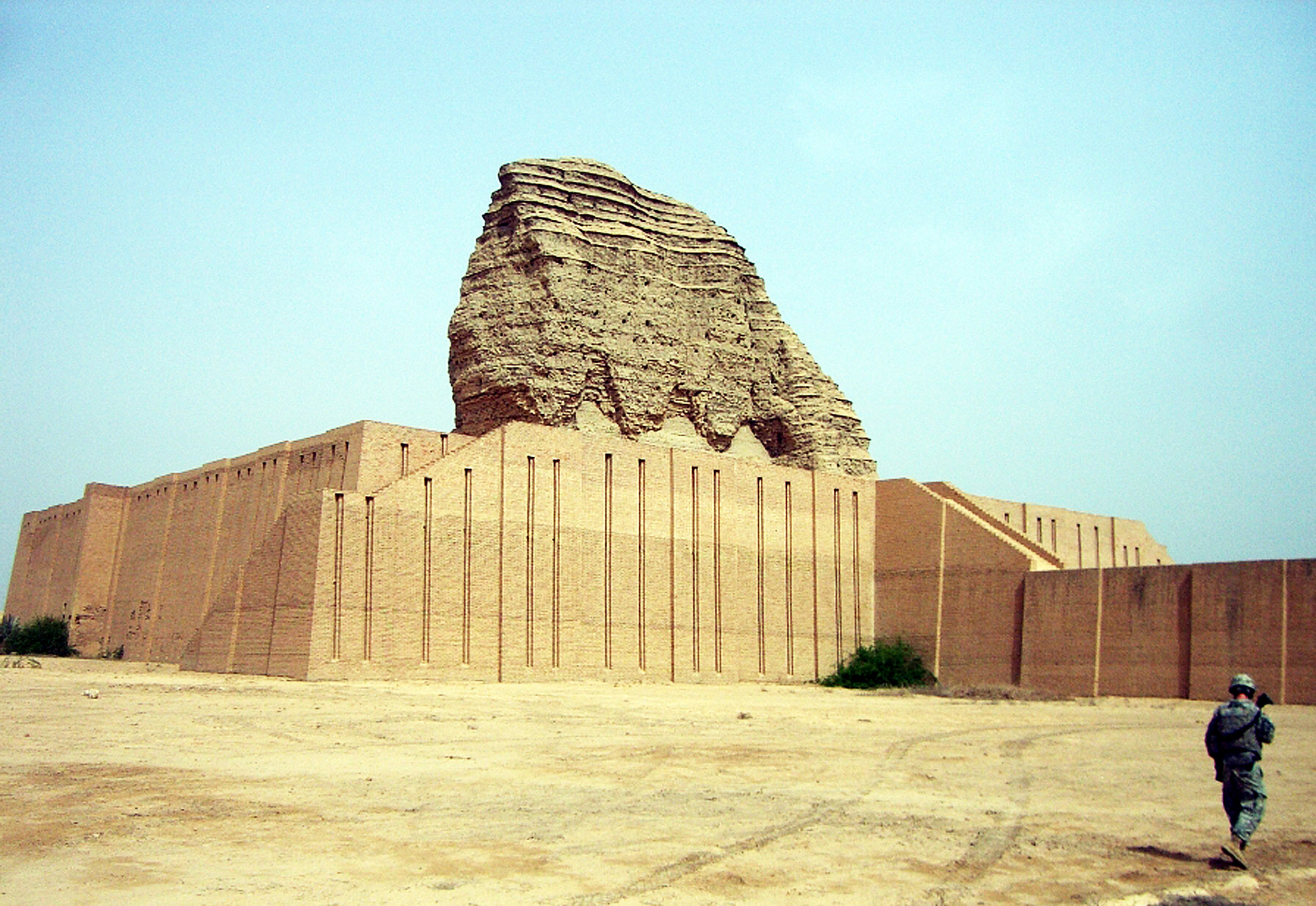
Ruines de la ziggurat de Dur-Kurigalzu (actuel site d'Aqar Quf) de nos jours, après restauration de sa base.

La sculpture sur pierre est surtout représentée pour la période kassite par les bas-reliefs ornant les kudurrus déjà évoqués à plusieurs reprises, dont l'iconographie est particulièrement intéressante. On y trouve notamment des symboles des divinités garantes de l'acte juridique rapporté sur la stèle, qui sont considérablement développés par les artistes de cette période et y remplacent les représentations anthropomorphes des divinités, permettant ainsi de faire figurer un maximum de divinités sur un minimum d'espace. Les sculpteurs continuent cependant à faire des représentations figurées de personnages sur ces stèles, dans la continuité des celles des périodes précédentes : un kudurru de Meli-Shipak représente ainsi le roi, tenant par la main sa fille à qui il fait le don d'un domaine rapporté dans le texte de la stèle, et la présentant à la déesse Nanaya, garante de l'acte, assise sur un trône. Au-dessus sont représentés les symboles de divinités astrales Sîn (croissant de Lune), Shamash (disque solaire) et Ishtar (étoile du matin, Vénus).

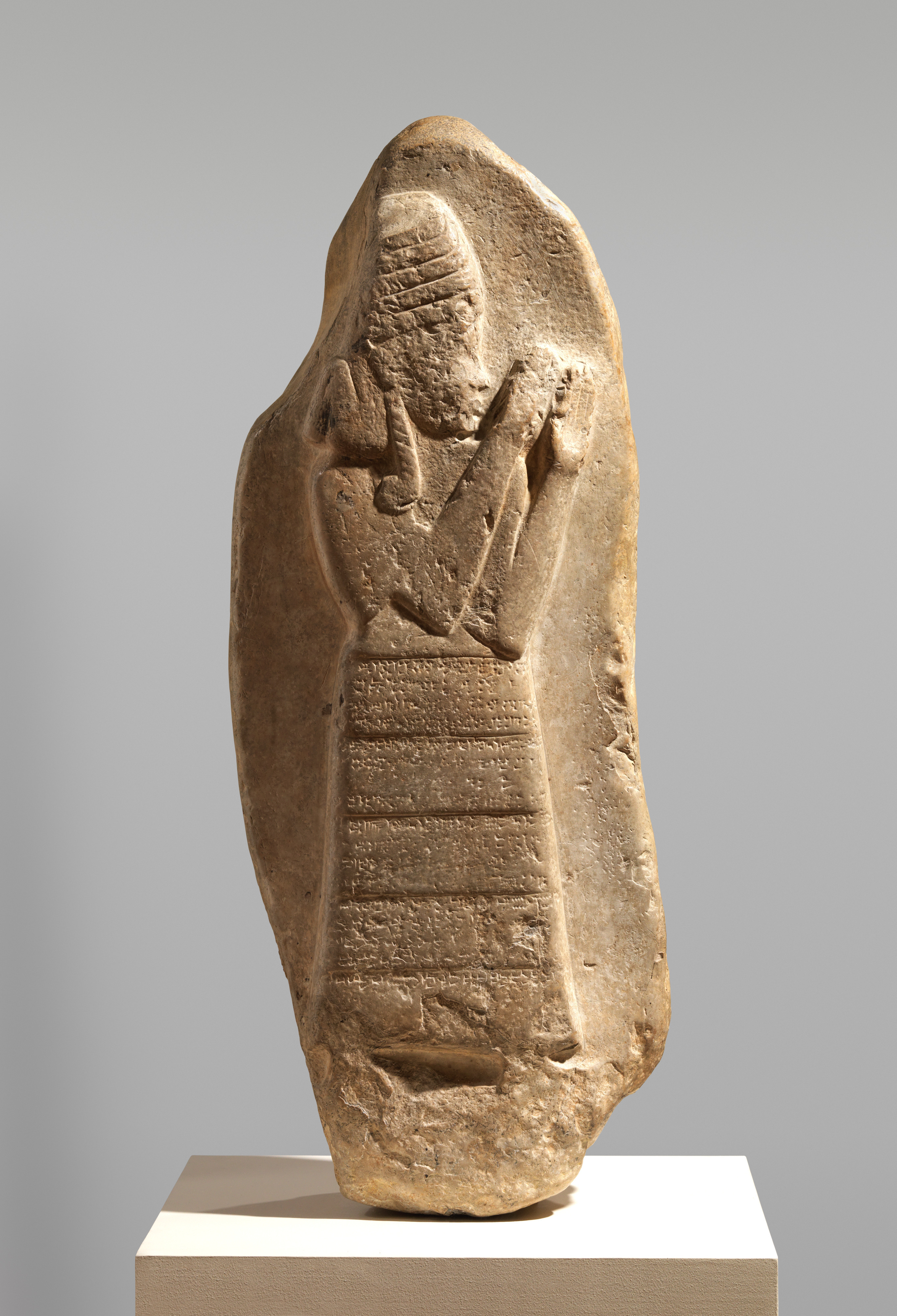
Stèle représentant la déesse protectrice Lam(m)a, dédiée par le roi Nazi-Maruttash (1307–1282) à la déesse Ishtar, à Uruk. Metropolitan Museum of Art.
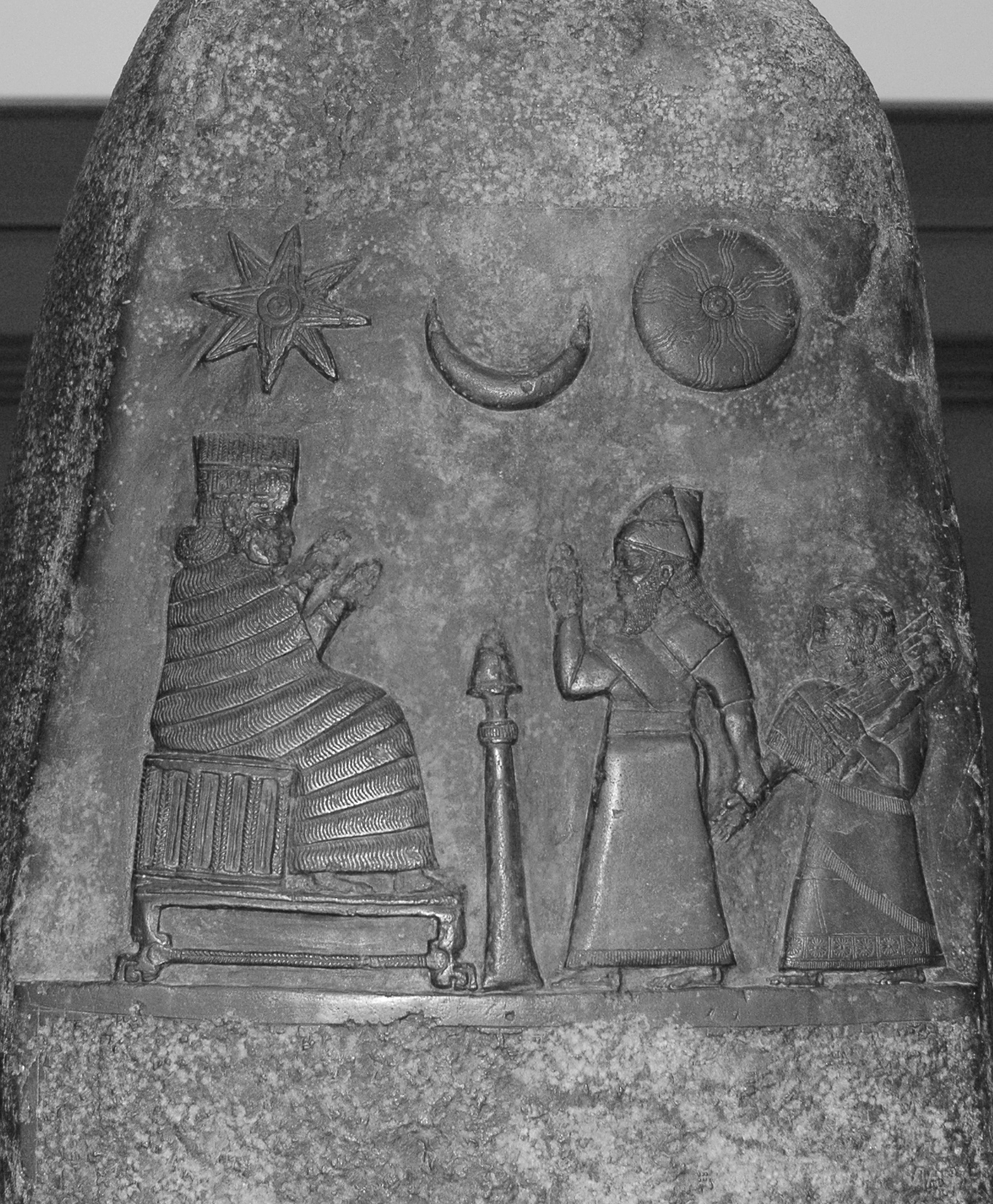
Le roi Meli-Shipak présente sa fille à la déesse Nanaya, bas-relief d'un kudurru, XIIe siècle, Musée du Louvre.
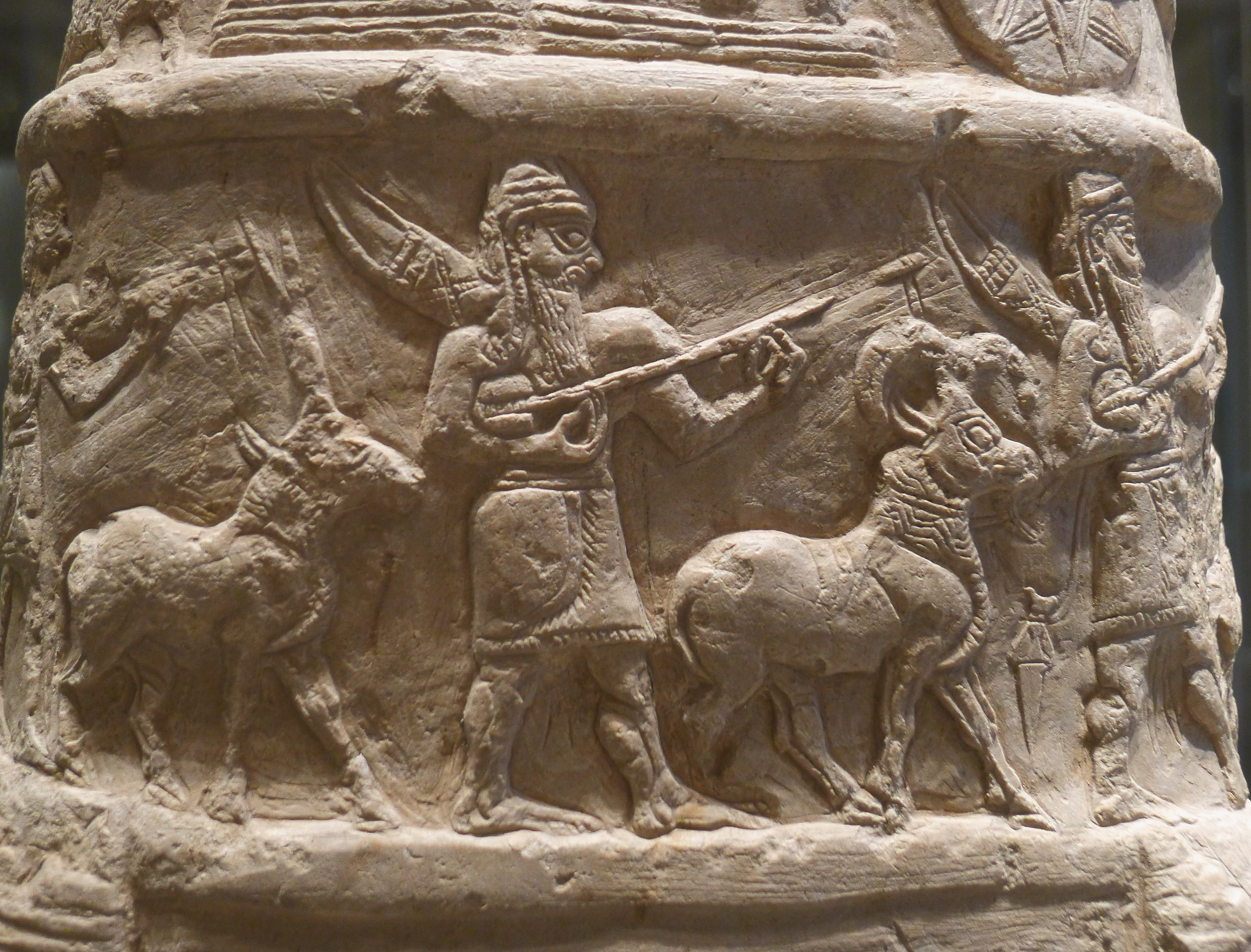
Détail du kudurru "inachevé" attribué au règne de Meli-Shipak : cortège de dieux musiciens et d'animaux, musée du Louvre.

Divers objets votifs en pierres précieuses inscrits au nom des rois kassites sont connus. Parmi les types affectionnés à cette période se trouvent les perles en agate ou en calcédoine saphirine qui reproduisent l'aspect d'un œil. Parmi les objets de la même catégorie se trouve une tête de masses d'armes en serpentine du prince Ula-Burariash, une perle lenticulaire en lapis-lazuli dédiée par Kurigalzu II à Enlil, des perles , comme celle dédiée à Shamash par Nazi-Maruttash, et une amulette en amazonite en forme de tête de bovin portant le nom de Kadashman-Turgu.

Petits objets votifs de la période kassite
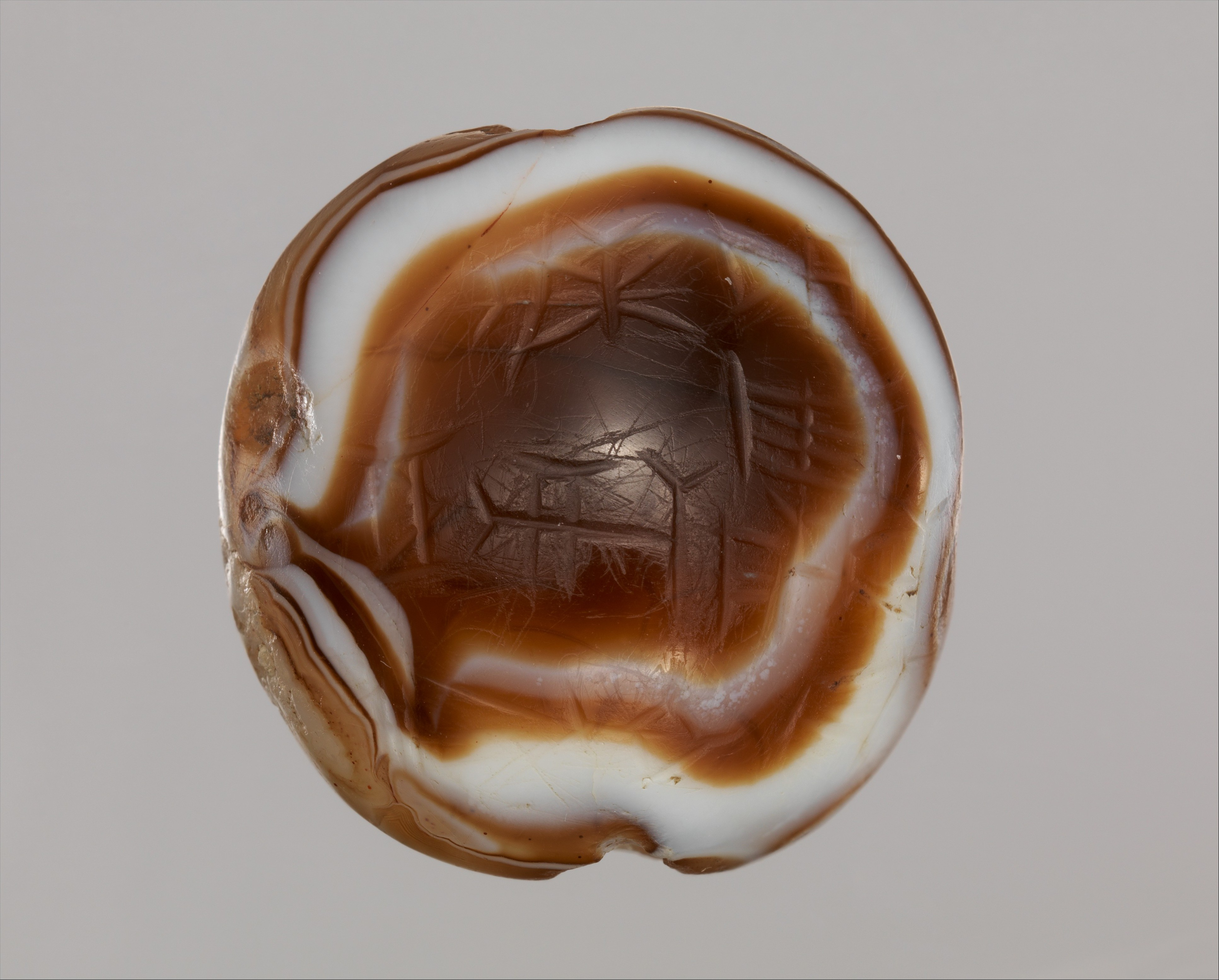
Perle en agate offerte par un des deux rois nommés Kurigalzu pour la déesse Ninlil. Metropolitan Museum of Art.
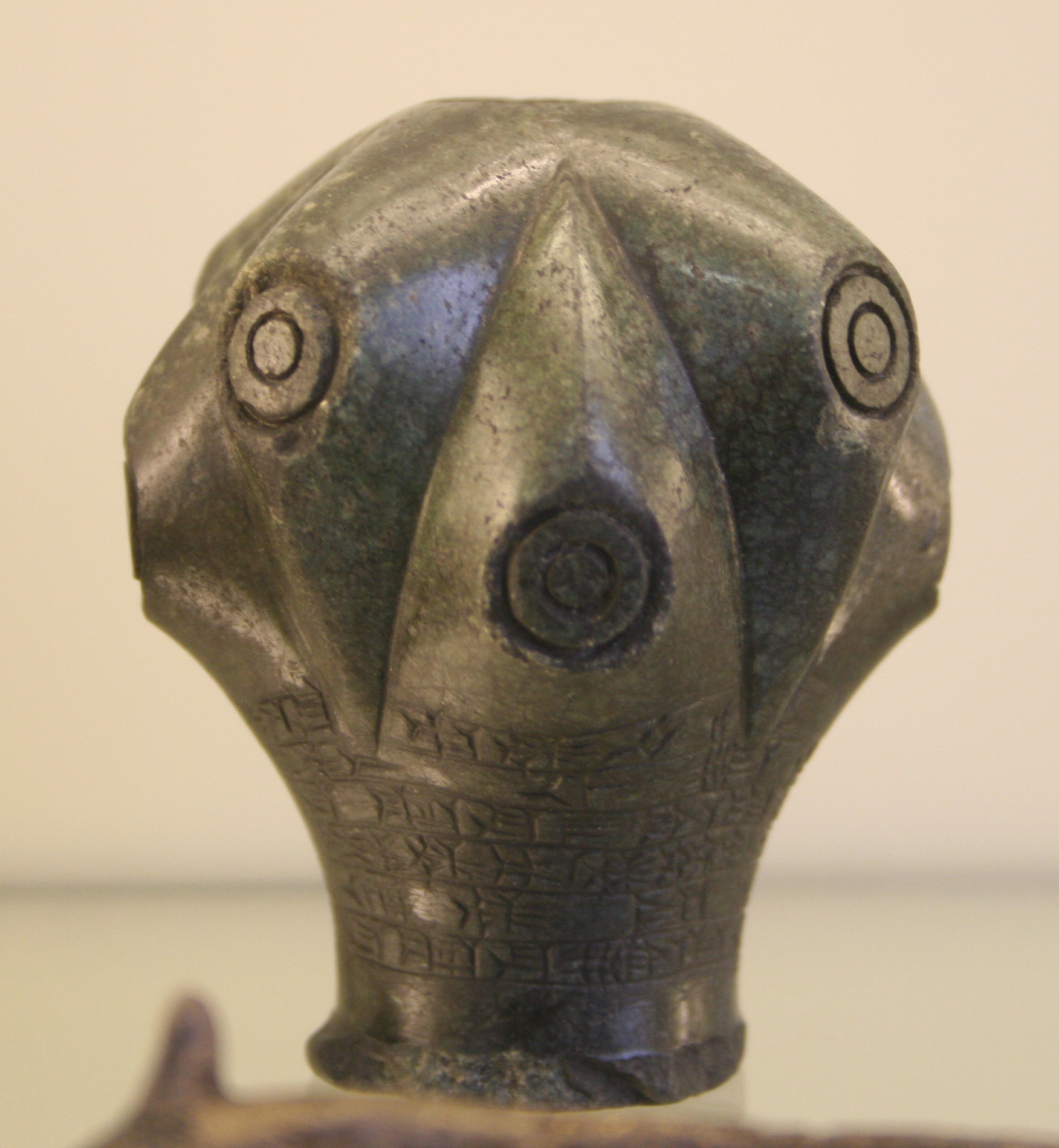
Tête de masse d'armes en serpentine au nom d'Ula-burariash. Pergamon Museum.
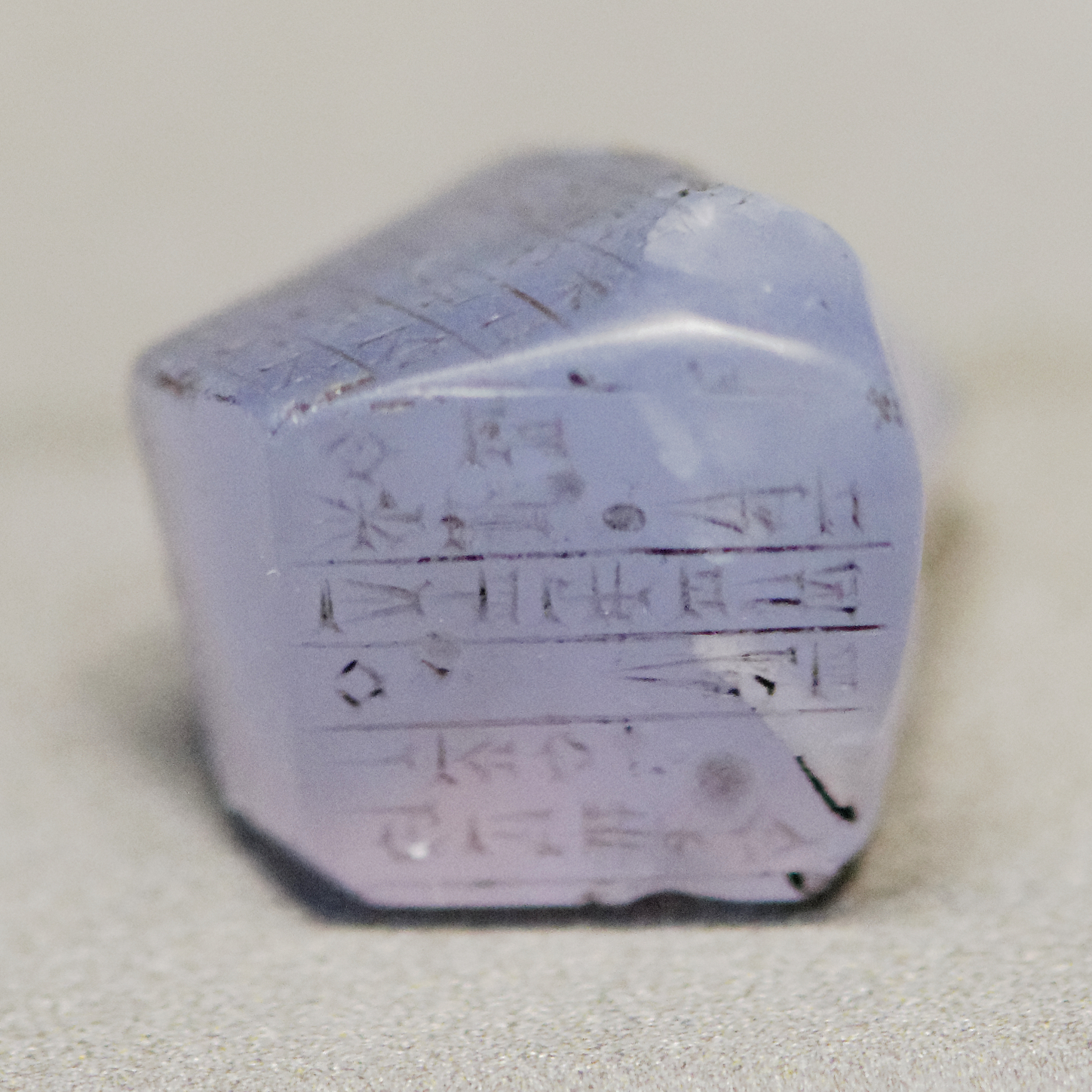
Bloc votif en calcédoine portant le nom de Nazi-Maruttash. Musée du Louvre.
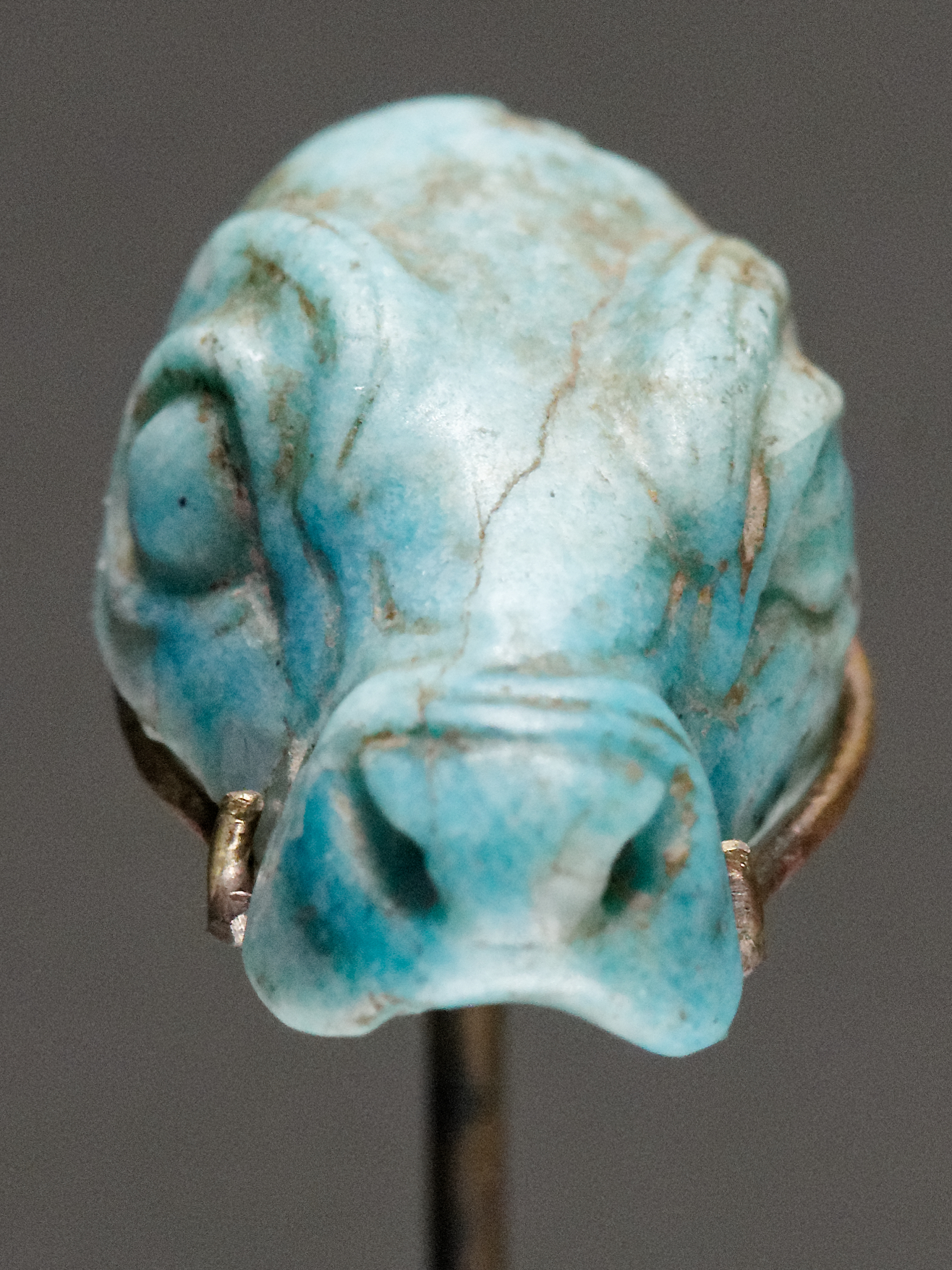
Amulette en forme de tête de bovidé au nom de Kadashman-Turgu. Musée du Louvre.

L'utilisation des matières vitreuses se développe beaucoup dans la seconde moitié du IIe millénaire, avec la technique de glaçure dans plusieurs couleurs (bleu, jaune, orange, brun). Elle est utilisée pour produire des vases, mais aussi des éléments architecturaux en argile couverts de glaçure, comme les carreaux et briques retrouvées à Aqar Quf. Les premières formes de verre apparaissent également à cette période, et cette technique se retrouve dans l'art avec des gobelets à décoration réalisée par des mosaïques. Des trouvailles plus originales sont des haches en verre bleu mises au jour à Nippur, dont deux au nom de Kurigalzu II et Nazi-Maruttash.

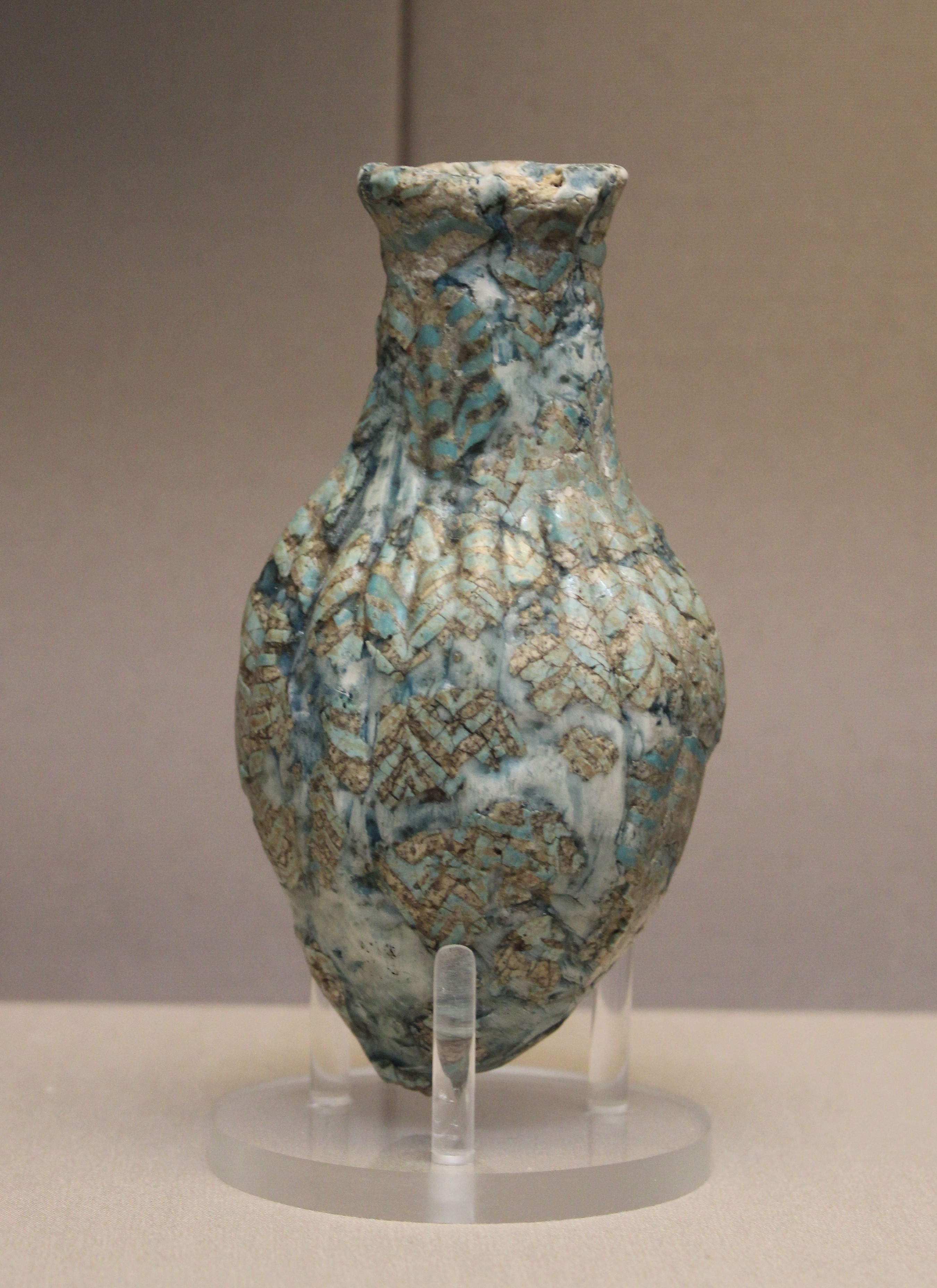
Fiole en « faïence » incrustée de turquoise. Ur, XIIIe siècle av. J.-C. British Museum.

Les thèmes de la glyptique connaissent plusieurs évolutions au cours de la seconde moitié du IIe millénaire, que les spécialistes ont découpées en trois ou quatre types donc la chronologie et la régionalisation sont encore mal déterminées : 
- le type de sceau qui domine au début (« premier style kassite ») reprend la tradition des scènes de présentation de la période précédente : il associe une déesse assise et un orant, le texte accompagnant l'image, très développé, consistant en une prière votive, et le matériau gravé est généralement une pierre dure ;
- par la suite se développe le second style kassite, plus original, représentant un personnage central, souvent une sorte de figure chthonienne, un dieu sur une montagne ou sortant des eaux, voire un héros ou bien un démon, ou encore des arbres entourés de génies ; un troisième type kassite apparenté est peut-être à distinguer, caractérisé par des influences assyriennes, marqué par la présence d'animaux réels ou hybrides ;
- dans le style plus tardif (« pseudo-kassite »), plutôt gravé dans des pierres tendres, sans doute développé à la fin de la période kassite ou juste après, l'imagerie est dominée par des animaux et associés à des arbres, entourés de frises de triangles[113].

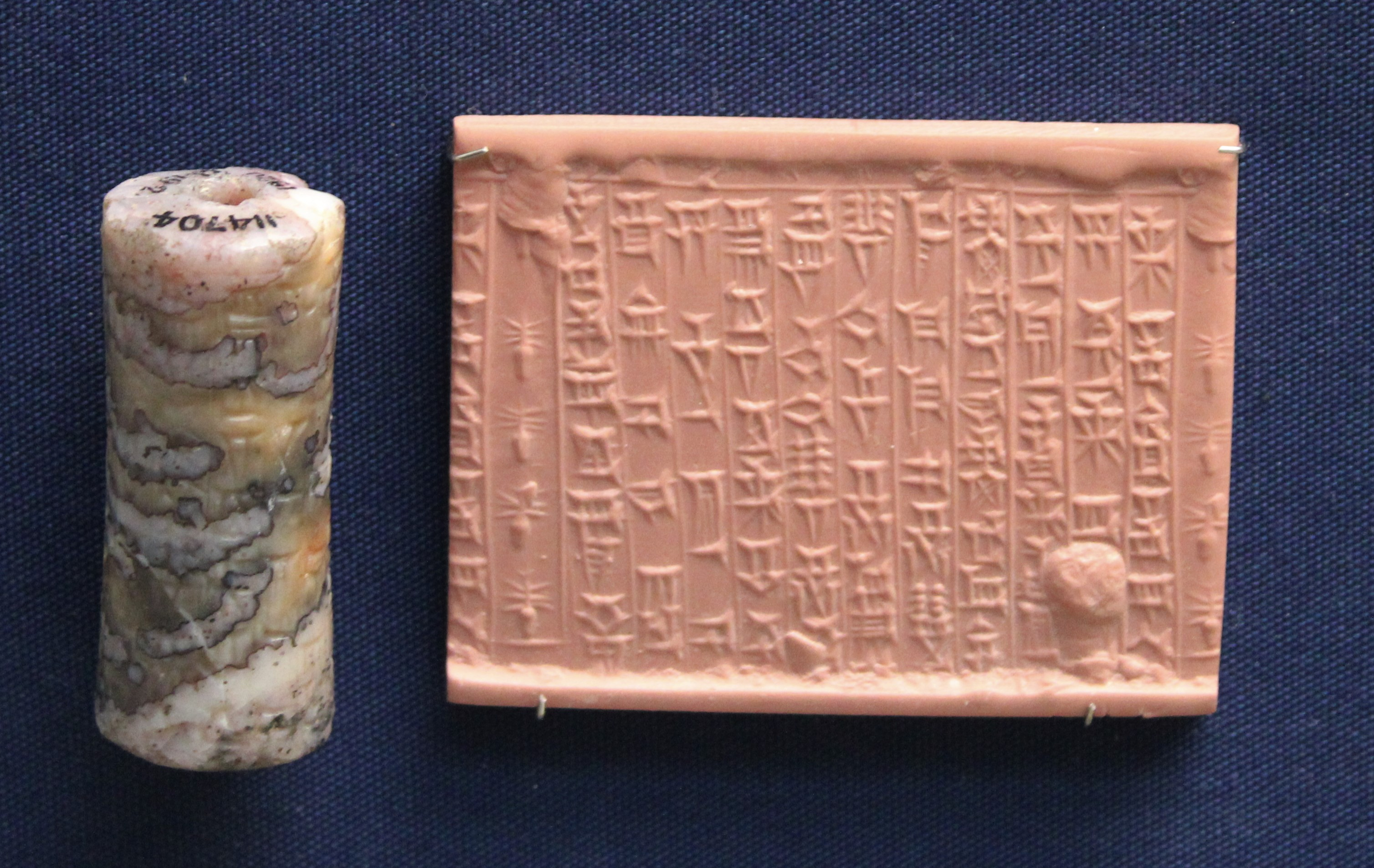
Sceau-cylindre en calcédoine d'Uballissu-Marduk, trésorier de Kurigalzu II, premier style, inscrit avec une prière à la déesse Ninsun. British Museum.
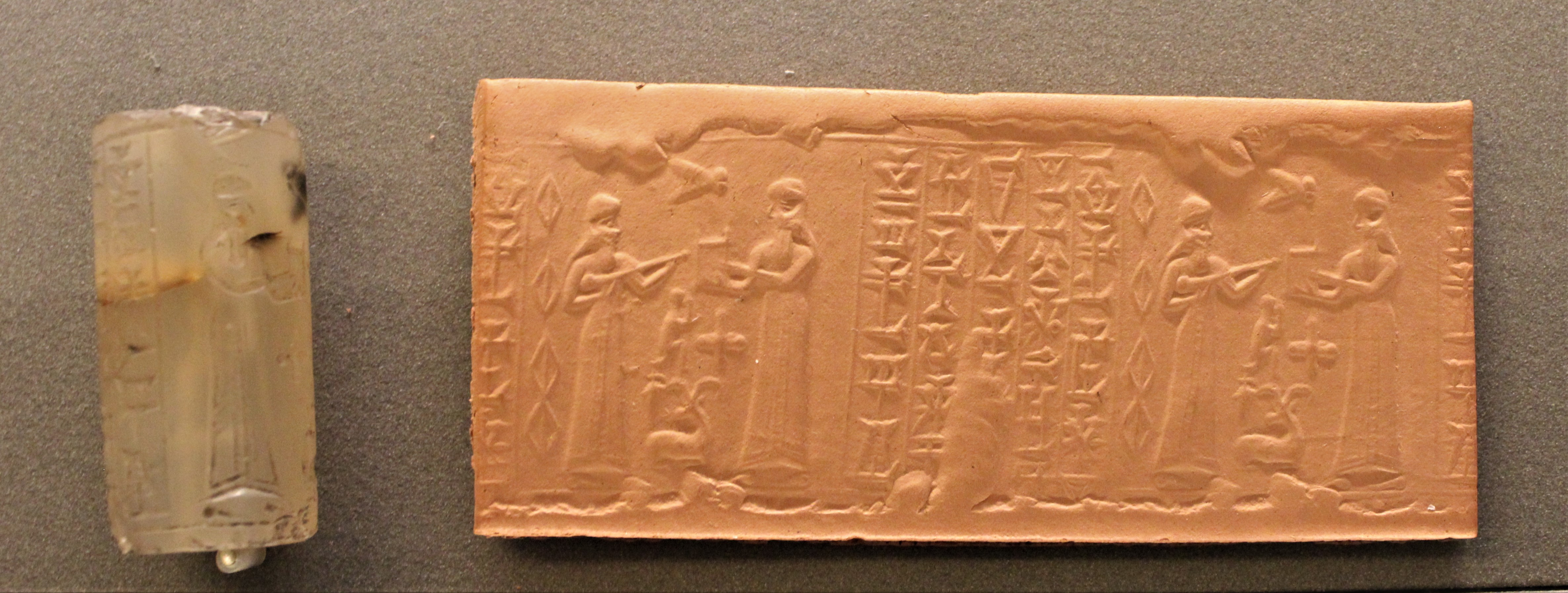
Sceau-cylindre en calcédoine d'un fonctionnaire de Kurigalzu II (1330-1308 av. J.-C.). Musée du Louvre.
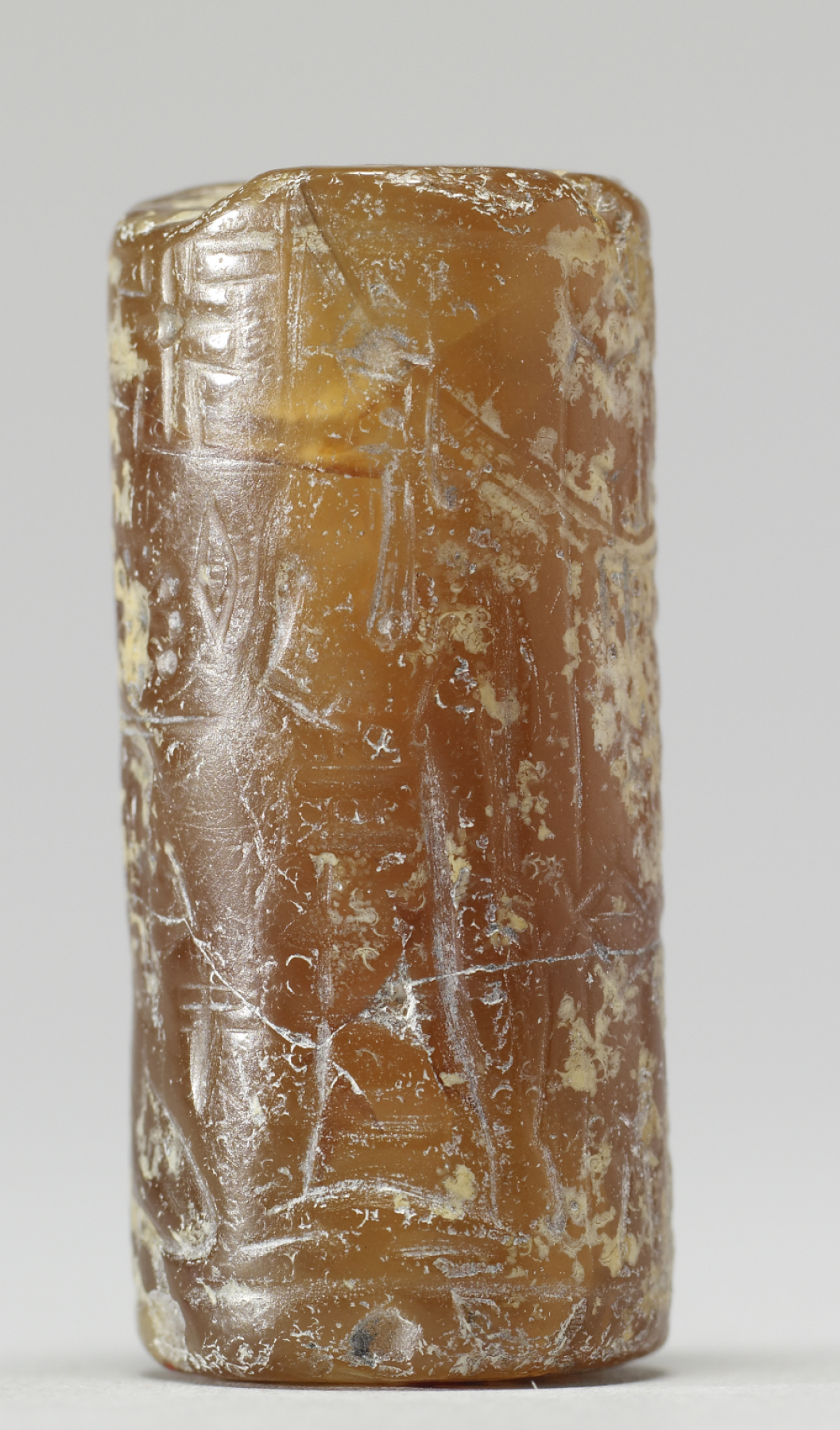
Sceau-cylindre de la période kassite en pierre brune, Walters Art Museum (Baltimore).

### Le rayonnement de la culture babylonienne
La période kassite marque l'apogée de la diffusion de la culture mésopotamienne dans l'histoire du Proche-Orient ancien, qui se manifeste avant tout par la diffusion de la pratique du cunéiforme et de l'akkadien sous sa forme dite « médio-babylonienne » qui est celle qui est alors pratiquée par les scribes de Babylonie et imitée dans les autres pays du Moyen-Orient. L'akkadien est alors la lingua franca de tout cet espace, comme l'illustrent les correspondances diplomatiques retrouvées à Tell el-Amarna en Égypte, à Ugarit en Syrie et à Hattusha en Anatolie, toutes rédigées majoritairement dans cette langue - même si cela s'accompagne souvent de « barbarismes » - qui est la seule commune à être comprise par des scribes sur l'espace allant des rives du Nil jusqu'à l'Élam. Cette diffusion de la pratique du cunéiforme et de la langue akkadienne nécessite la formation de scribes à cette écriture et cette langue, et souvent aussi au sumérien. Cela explique pourquoi on retrouve des lieux de formation de scribes suivant un cursus similaire à celui qu'on pratique en Babylonie, avec souvent des textes littéraires mésopotamiens, notamment l'Épopée de Gilgamesh : cela a pu être étudié en Syrie à Ugarit et Emar, et plus largement dans tout le Levant, ainsi qu'en Égypte avec les textes scolaires d'el-Amarna et en Anatolie où des scribes venus directement de Babylonie et aussi d'Assyrie ont pu être identifiés à la cour hittite, jouant ainsi un rôle direct dans la transmission de la culture mésopotamienne sur place même si celle-ci y est plutôt arrivée par l'intermédiaire de la Syrie. L'Assyrie, déjà proche culturellement de la Mésopotamie méridionale, s'ouvre aussi aux influences culturelles babyloniennes, par exemple en introduisant le culte du dieu Marduk et la fête-akītu typique de la Basse Mésopotamie. L'influence babylonienne se retrouve également dans les réalisations artistiques des pays avec lesquels la cour kassite est en relations, en particulier en Élam, et peut-être chez les Hittites.

## Liste des rois de la dynastie kassite
La liste est incertaine jusqu'à Agum III, au mieux, l'ordre reste débattu après dans certains cas. Les dates sont approximatives.
Première partie de la dynastie, très incertaine :
- Gandash
- Agum Ier
- Kashtiliash Ier
- Abirattash
- Kashtiliash II
- Urzigurumash
- Agum II, kakrime
- Hurbazum ?
- Shipta-Ulzi ?

Période de consolidation, :
- Burna-Bu(ra)riash Ier
- Kashtiliash III / Ulam-Bu(ra)riash ? (v. 1475)
- Agum III (?)

Rois kassites de Babylone, attestés par des inscriptions et/ou chroniques, :
- Kara-indash (v. 1415)
- Kadashman-Harbe Ier (v. 1400)
- ?-1375 : Kurigalzu Ier
- 1374-1360 : Kadashman-Enlil Ier
- 1359-1333 : Burna-Buriash II
- Kara-hardash (?) (ou Kadashman-Harbe[127])
- Nazi-Bugash (ou Shuzigash[127])
- 1332-1308 : Kurigalzu II
- 1307-1282 : Nazi-Maruttash
- 1281-1264 : Kadashman-Turgu
- 1263-1255 : Kadashman-Enlil II
- 1254-1246 : Kudur-Enlil
- 1245-1233 : Shagarakti-Shuriash
- 1232-1225 : Kashtiliash IV
- 1225 : Tukulti-Ninurta Ier (roi d'Assyrie)
- 1224 ? : Enlil-nadin-shumi
- 1223 ? : Kadashman-Harbe II
- 1222-1217 : Adad-shuma-iddina
- 1216-1187 : Adad-shum-usur
- 1186-1172 : Meli-Shipak
- 1171-1159 : Marduk-apla-iddina
- 1158 : Zababa-shuma-iddina
- 1157-1155 : Enlil-nadin-ahi

### Généralités sur la Mésopotamie antique
- Béatrice André-Salvini (dir.), Babylone, Paris, Hazan - Musée du Louvre éditions, 2008
- (en) Benjamin R. Foster et Karen Polinger-Foster, Civilizations of ancient Iraq, Princeton, Princeton University Press, 2009
- Francis Joannès (dir.), Dictionnaire de la civilisation mésopotamienne, Paris, Robert Laffont, coll. « Bouquins », 2001
- (en) Gwendolyn Leick (dir.), The Babylonian World, Londres et New York, Routledge, 2007
- Paul Garelli, Jean-Marie Durand, Hatice Gonnet et Catherine Breniquet, Le Proche-Orient asiatique, tome 1 : Des origines aux invasions des peuples de la mer, Paris, Presses Universitaires de France, coll. « La Nouvelle Clio », 1997
- (en) Paul-Alain Beaulieu, A History of Babylon, 2200 BC - AD 75, Hoboken et Oxford, Wiley-Blackwell, 2018 (ISBN 978-1-405-18899-9)

### Synthèses sur la dynastie kassite
- (en) John Anthony Brinkman, « The Monarchy in the Time of Kassite Dynasty », dans Paul Garelli (dir.), Le Palais et la Royauté (Archéologie et civilisation), Compte-rendu de la XIXe Rencontre assyriologique internationale, Paris, Paul Geuthner, 1974, p. 395-408
- (en) Walter Sommerfeld, « The Kassites of Ancient Mesopotamia: Origins, Politics and Culture », dans Jack M. Sasson (dir.), Civilizations of the Ancient Near East, New York, Scribner, 1995, p. 917-930
- (en) Diana L. Stein, « Kassites », dans Eric M. Meyers (dir.), Oxford Encyclopaedia of Archaeology in the Ancient Near East, vol. 3, Oxford et New York, Oxford University Press, 1997, p. 271-275
- (en) Kathryn Slanski, « Middle Babylonian Period », dans Raymond Westbrook (dir.), A History of Ancient Near Eastern Law vol. 1, Leyde, Brill, coll. « Handbuch der Orientalistik », 2003, p. 485-520
- (en) Alexa Bartelmus et Katja Sternitzke (dir.), Karduniaš : Babylonia under the Kassites, Boston et Berlin, De Gruyter, 2017
- (en) Susanne Paulus et Tim Clayden (dir.), Babylonia under the Sealand and Kassite Dynasties, Berlin et Boston, De Gruyter, 2020
- (en) Susanne Paulus, « Kassite Babylonia », dans Karen Radner, Nadine Moeller et Daniel T. Potts (dir.), The Oxford History of the Ancient Near East, Volume 3: From the Hyksos to the Late Second Millennium BC, New York, Oxford University Press, 2022, p. 801-868